# Copa Mundial de Fútbol
La Copa Mundial de la FIFA, también conocida como Copa Mundial de Fútbol, Copa del Mundo o simplemente Mundial es el principal torneo internacional oficial de fútbol masculino a nivel de selecciones nacionales en el mundo.
Este evento deportivo se realiza cada cuatro años desde 1930, cuando en aquel momento se llamaba Campeonato Mundial de Fútbol, con la excepción de 1942 y 1946, en los que se suspendió debido al desarrollo y las consecuencias de la Segunda Guerra Mundial, respectivamente. Cuenta con dos etapas principales: un proceso clasificatorio en el que participan más de 200 selecciones nacionales y una fase final realizada cada cuatro años en una sede definida con anticipación en la que participarán 48 equipos a partir de la edición de 2026; durante un periodo cercano a un mes.
Ha sido realizada en 22 ocasiones, en las que ocho países —considerados históricamente potencias mundiales y candidatos— han alzado la copa: Brasil es la selección más exitosa, con cinco victorias; Alemania e Italia le siguen con cuatro trofeos; Argentina con tres; Uruguay y Francia la han ganado dos veces, en tanto Inglaterra y España se han titulado campeones una vez. Los equipos europeos han ganado el título en doce ocasiones, mientras que los sudamericanos lo han hecho en diez. Solo tres equipos de otras confederaciones han llegado a semifinales: Estados Unidos en 1930, Corea del Sur en 2002 y Marruecos en 2022.
La fase final del torneo es el evento deportivo de una sola disciplina más importante del mundo (la final de la Copa Mundial de Fútbol de 2002 fue vista por más de 1100 millones de personas), y el segundo más importante a nivel general después de los Juegos Olímpicos. El balón oficial es fabricado por la compañía alemana de equipamiento deportivo Adidas.

## Historia

### Antecedentes
El fútbol moderno surgió en Inglaterra durante el siglo XIX y se popularizó en la etapa de industrialización inglesa de los años 1850, cuando «los trabajadores industriales [tuvieron] libres los sábados por la tarde, y muchos recurrieron al nuevo juego de fútbol para mirarlo o jugarlo». En 1863 se creó la Asociación Inglesa de Fútbol y, casi una década después, se llevó a cabo la primera competición entre quince de los clubes afiliados al organismo hasta entonces. El primer partido internacional se remonta a un encuentro disputado entre las selecciones de Inglaterra y Escocia en Glasgow el 30 de noviembre de 1872, mientras que el primer torneo internacional, el British Home Championship, se llevó a cabo en 1884. Hasta entonces los partidos celebrados entre clubes ingleses y escoceses eran considerados como «campeonatos mundiales», como sucedió con el encuentro entre el Sunderland A. F. C. y el Heart of Midlothian F. C. en 1895. No fue sino hasta los Juegos Olímpicos de París 1900 que el fútbol se introdujo como un deporte de exhibición, experiencia repetida en San Luis 1904 y Atenas 1906. Para entonces los conjuntos de Uruguay y Argentina habían disputado en Montevideo el primer encuentro internacional fuera del territorio británico.
Tras su fundación en 1904, uno de los objetivos de la Federación Internacional de Fútbol Asociación (FIFA) consistió en organizar un torneo internacional de balompié alternativo a los certámenes olímpicos. Si bien su intención era que esta nueva competición se realizara en Suiza a partir de 1906, la iniciativa no llegó a concretarse en aquel momento. Aun cuando el fútbol se consolidó como un deporte olímpico oficial tanto en los Juegos de Londres 1908 como en Estocolmo 1912 —en los cuales la selección inglesa se alzó con la medalla de oro—, lo cierto es que era practicado mayormente por aficionados y el público lo percibía más como un «espectáculo» que como una competición.
Un nuevo esfuerzo por organizar una competición internacional ajena a las Olimpiadas se materializó en el Torneo Sir Thomas Lipton, organizado por el comerciante homónimo, en Turín en 1909. En este evento participaron clubes de Alemania, Inglaterra, Italia y Suiza, por lo que se le suele considerar como «la primera copa mundial», a pesar del nulo involucramiento de la Asociación Inglesa de Fútbol en su organización. El equipo inglés, representado por el West Auckland Town F. C., ganó el certamen en sus dos únicas ediciones, la última de ellas realizada en 1911. En 1914 la FIFA asumió la responsabilidad de organizar el torneo de fútbol olímpico, lo que derivó en la primera competencia intercontinental de este deporte en Amberes 1920, donde se enfrentaron trece equipos europeos y Egipto. El conjunto de Uruguay se alzó con el triunfo en el siguiente par de justas olímpicas, París 1924 y Ámsterdam 1928.
La experiencia obtenida con la organización de los últimos torneos olímpicos de fútbol motivó al entonces presidente de la FIFA, Jules Rimet, a retomar la iniciativa de producir una competición independiente a las Olimpiadas. Como acción inicial el organismo realizó un cuestionario para sondear la opinión de las asociaciones afiliadas, y se designó una comisión especial a cargo del proyecto. Finalmente la iniciativa del campeonato mundial de la FIFA se formalizó en un congreso celebrado en mayo de 1928. Si bien Italia, Hungría, Países Bajos, España y Suecia se postularon como sedes organizadoras, Uruguay resultó elegido ya que su selección había ganado el último par de justas olímpicas además de que el mundial habría de coincidir con la conmemoración del centenario de su independencia.

### 1930-1950
La primera Copa Mundial de Fútbol se inauguró el 13 de julio de 1930 en el Estadio Centenario de Uruguay y contó con la participación de trece países: siete de Sudamérica, cuatro de Europa y dos de Norteamérica. Cabe resaltar que esta es la única edición en la que no se llevó a cabo un proceso de clasificación y, a manera anecdótica, los combinados de Francia y Estados Unidos ganaron los primeros dos partidos históricos de una Copa Mundial, mientras que Lucien Laurent anotó el primer gol en este tipo de competiciones. La final se disputó el 30 de julio y Uruguay se alzó con el triunfo tras derrotar por 4:2 a Argentina.
Tras varias sesiones para elegir la sede mundialista de la Copa Mundial de Fútbol de 1934, el comité ejecutivo de la FIFA eligió a Italia y, en junio de 1933, comenzaron a disputarse los partidos clasificatorios para definir los dieciséis participantes del certamen. Como resultado, solo seis de los equipos nacionales que habían disputado el mundial anterior quedaron seleccionados —Argentina, Bélgica, Brasil, Francia, Rumania y Estados Unidos—, y el resto correspondió a debutantes. Cabe mencionar que el anfitrión debió participar también en la etapa de clasificación para ganarse un lugar en el certamen. Italia y Checoslovaquia se enfrentaron en la final realizada el 10 de junio de 1934, y que finalizó con el triunfo italiano con un marcador 2:1. Italia retuvo el campeonato en la Copa Mundial de Fútbol de 1938 celebrada en Francia, tras derrotar en el último partido a Hungría por 4:2.
Argentina, Brasil y la Alemania nazi presentaron sus candidaturas para la edición de 1942, sin embargo la FIFA suspendió esta Copa Mundial y la de 1946 debido a la Segunda Guerra Mundial. El organismo llevó a cabo su siguiente congreso en 1946 en Luxemburgo, en donde se eligieron a Brasil y Suiza como anfitrionas de las copas mundiales de 1950 y 1954. Asimismo, se cambió el nombre del trofeo concedido a la selección ganadora del certamen por Copa Jules Rimet, en homenaje al presidente de la FIFA homónimo responsable de la creación de la Copa Mundial de Fútbol. La edición de 1950 vio la inclusión de las cuatro federaciones inglesas de fútbol tras haber desestimado las invitaciones anteriores debido a una serie de factores, entre los cuales se incluyen su rechazo a lo que percibieron como una «excesiva influencia extranjera» en el fútbol. Este suceso se conmemoró con un encuentro, calificado como «el partido del siglo» por la prensa, entre la selección de Inglaterra y un equipo europeo conformado por futbolistas de Francia, Suiza, Irlanda, Italia, Checoslovaquia, Bélgica, Países Bajos, Suecia y Dinamarca. La FIFA destinó las ganancias obtenidas por este partido, y cuantificadas en 35 000 GBP, a la «recuperación financiera» del organismo tras la ausencia de las copas mundiales en la década anterior.
Otro aspecto relevante de la Copa Mundial de 1950 consistió en un cambio en el formato de competición: Uruguay se alzó con el triunfo tras derrotar en un cuadrangular final a los líderes de los cuatro grupos participantes, específicamente después de un partido disputado contra los anfitriones brasileños que además eran los favoritos para ganar la copa, razón por la que se le ha referido coloquialmente como el «Maracanazo» —en alusión al estadio donde se disputó el juego—.

### 1954-1970
La edición de 1954, realizada en Suiza, contó nuevamente con la participación de Alemania Federal tras su exclusión de la Copa Mundial de 1950 debido al rol del país durante la Segunda Guerra Mundial. El «equipo de oro» húngaro era el favorito para ganar el torneo tras alcanzar una racha de treinta y dos partidos ganados ese año, sin embargo el equipo alemán se alzó con la victoria con un marcador 3:2 en la final celebrada el 4 de julio de 1954, un acontecimiento referido popularmente como el «milagro de Berna» en alusión a la ciudad en donde se llevó a cabo el encuentro. Cabe mencionar que se trató de la primera ocasión en que una Copa Mundial se transmitió por televisión. Adicionalmente, Hungría (27) rompió un récord como la selección nacional con más goles anotados en un Mundial, el cual se mantiene vigente desde entonces.
Suecia resultó elegida como sede del certamen de 1958 en un congreso llevado a cabo por la FIFA en Río de Janeiro en 1950. La selección de Brasil, con Pelé como su máximo anotador con seis goles en el torneo, se coronó como la campeona tras derrotar 5:2 en la final a los anfitriones suecos, con lo que pasó a ser la primera ocasión en que un país organizador perdía su Copa Mundial. Con trece goles anotados en esta edición, Just Fontaine encabeza desde entonces el listado de goleadores en un Mundial. Los brasileños repitieron como campeones en la Copa de 1962 acontecida en Chile, con un marcador de 3:1 contra Checoslovaquia en la final celebrada en el Estadio Nacional. Cabe mencionar que esta fue también la primera ocasión en que la FIFA autorizó la difusión de un tema musical para promocionar el evento futbolístico —«El rock del Mundial» de Los Ramblers—.
El certamen de Inglaterra 1966 introdujo una mascota que, a partir de entonces, habría de representar un rasgo típico del país anfitrión, y en este caso se eligió un león con una prenda decorada con la bandera del Reino Unido al que se bautizó como World Cup Willie. Adicionalmente se trató del primer Mundial con controles de dopaje y la prohibición de la naturalización de los jugadores. El conjunto inglés obtuvo el triunfo al derrotar 4:2 a la selección de Alemania Federal en la final disputada en el antiguo estadio de Wembley. Este partido pasó a ser el último en ser transmitido en blanco y negro.
La organización de la Copa Mundial de Fútbol de 1970 en México marcó un hito en la historia de los mundiales al ser la primera ocasión en que el torneo se llevó a cabo fuera de Sudamérica o Europa. Debido a la altitud variable de las ciudades en las que habrían de disputarse los juegos —Toluca y Guadalajara tenían las latitudes más contrastantes, con 2660 m s. n. m. y 1500 m s. n. m., respectivamente—, la mayoría de los equipos arribaron a las sedes con una notable anticipación a sus encuentros con tal de aclimatarse. La predominancia de un estilo de juego más ofensivo en los encuentros, a diferencia de las anteriores ediciones; la introducción de las tarjetas amarilla y roja para marcar las faltas; la calidad de ciertos partidos como el de Italia y Alemania Federal en las semifinales, que habría de ser considerado por la prensa como «El Partido del Siglo»; y la alineación de Brasil, campeón del torneo, con jugadores como Pelé, Carlos Alberto, Clodoaldo, Gérson, Jairzinho, Rivelino y Tostão, catalogada como la mejor en la historia de los mundiales; llevó a que esta Copa Mundial sea considerada como una de las mejores en la historia de la FIFA.

### 1974-2002
La FIFA estableció un nuevo sistema de competición para la Copa Mundial de Fútbol de 1974, llevada a cabo en Alemania Occidental, en el que se incorporó una segunda fase de grupos conformada por los dos mejores conjuntos de cada grupo inicial, cuyos ganadores —los anfitriones y Países Bajos en este caso— se enfrentaron en la final con un resultado favorable para los alemanes, que habría de significar su segundo título mundial. Si bien este sistema solamente perduró hasta el torneo de 1982, el nuevo trofeo diseñado por Silvio Gazzaniga en reemplazo del Jules Rimet sí ha prevalecido desde entonces. A pesar de la dificultad inherente al proceso de calificación —catorce lugares para un total de 95 aspirantes, sin tomar en cuenta al campeón anterior y al anfitrión— y del golpe de Estado de 1976, Argentina hospedó la Copa Mundial de Fútbol de 1978, la cual ganó con un marcador 3:1 a Países Bajos en la final disputada en el Estadio Monumental.
Italia se adjudicó el campeonato en la edición de España 1982, tras derrotar al conjunto de Alemania Federal. Para este evento se incrementó el número de participantes —de 16 a 24 cupos—, y contó con la primera tanda de penaltis en la historia de este certamen deportivo. México pasó a ser la primera nación en organizar históricamente más de un Mundial al ser elegido como sede para la Copa Mundial de Fútbol de 1986, tras la desestimación de Colombia por motivos financieros. El sistema de clasificación eliminó la segunda etapa de grupos y, en cambio, incorporó una fase de eliminatorias. Los argentinos, encabezados por Diego Maradona, levantaron el trofeo por segunda ocasión al derrotar 3:2 a Alemania Federal en la final celebrada en el Estadio Azteca. Cabe agregar que esta edición se vio marcada por un par de acontecimientos relacionados con Maradona: el gol de «la mano de Dios» y el «gol del siglo», ambos anotados en el partido de cuartos de final contra Inglaterra.
La Copa Mundial de Fútbol de 1990 se realizó en Italia y, coincidentemente, enfrentó una vez más en la final a las selecciones de Argentina y Alemania Federal. No obstante, esta vez los alemanes se alzaron con la victoria con un resultado 1:0. Los partidos de este torneo son considerados como los de «menor calidad» en la historia de la FIFA, lo que llevó a la introducción de una serie de cambios en el certamen de Estados Unidos 1994, tales como la sanción de mano, y la adjudicación de tres puntos al vencedor de cada partido, a diferencia de los dos que se otorgaban en las ediciones pasadas, con el objetivo de «estimular el fútbol ofensivo». Brasil obtuvo su cuarta Copa Mundial con un marcador 3:2 en la tanda de penaltis de la final frente a los ex campeones italianos. Se trató de una de las ediciones más exitosas financieramente para la FIFA, así como una de las más concurridas con una audiencia total de más de 3,6 millones de espectadores. Además fue la primera ocasión que se incluyó el nombre de los jugadores en las camisetas, y que se disputó un partido en un estadio techado —Estados Unidos contra Suiza en el Pontiac Silverdome—.
Francia obtuvo su primer título en la Copa Mundial de Fútbol de 1998, de la cual fue sede, en la final disputada contra Brasil con un resultado de 3:0. Algunas innovaciones de esta edición incluyeron el incremento a 32 cupos de selecciones participantes; la introducción del gol de oro como criterio de clasificación en la ronda de eliminatorias; y el uso de una pantalla electrónica para mostrar los minutos adicionales que habrían de jugarse al término del período reglamentario de un partido. El torneo Corea del Sur/Japón 2002 pasó a ser el primero en ser organizado conjuntamente por más de un país, además de ser la primera ocasión que se realizó en el continente asiático. Brasil obtuvo su quinto campeonato en el último partido en el cual se enfrentó a Alemania y ganó con un marcador de 2:0.

### Desde 2006
La Copa Mundial de Fútbol de 2006, celebrada en Alemania, contó con una serie de eventos denominados «Fan Fest» cuyo propósito era que «los simpatizantes del fútbol pudieran conocerse, reunirse, interactuar y participar en actividades culturales» a la vez que miraban los partidos en pantallas gigantes instaladas en doce de las ciudades sede. Italia se alzó con su cuarto trofeo tras vencer a Francia en una tanda de penales, como parte de la final disputada en el Estadio Olímpico de Berlín. Por otra parte, España obtuvo su primera copa en la edición de Sudáfrica 2010, lo cual marcó un hito al ser el primer campeón europeo de un mundial realizado en otro continente. El partido decisivo se realizó en el estadio Soccer City de Johannesburgo.
Brasil albergó por segunda ocasión un mundial al ser el anfitrión del torneo de 2014, que es considerado por distintos medios como uno de los mejores en la historia del fútbol. De manera similar a Italia en 2006, los alemanes obtuvieron su cuarta copa tras derrotar con un marcador 1:0 a Argentina en la final, un resultado reminiscente de lo sucedido en la copa de 1990. Por primera ocasión en la historia del certamen, todas las selecciones afiliadas a la FIFA tuvieron la oportunidad de clasificarse para la Copa Mundial de Fútbol de 2018 realizada en Rusia. La final se disputó entre Francia y Croacia, y concluyó con la victoria de los franceses con un marcador de 4:2, lo que significó su segundo campeonato.
La Copa Mundial de Fútbol de 2022 se llevó a cabo por primera vez en territorio árabe, específicamente en Catar y, debido a las elevadas temperaturas del verano, fue la primera vez que el torneo se realizó en los meses de noviembre y diciembre. Argentina y Francia disputaron la final cuyo marcador quedó empatado 3:3 con los tantos de Lionel Messi, Ángel Di María, y Kylian Mbappé, respectivamente. La selección albiceleste se adjudicó por tercera vez una Copa Mundial tras derrotar a su contrincante por 4:2 en la tanda de penaltis. Para la siguiente edición del evento en 2026, la cual será organizada conjuntamente por Canadá, Estados Unidos y México, se aumentará a 48 el número de selecciones clasificadas.

## Desarrollo

### Preparativos

#### Selección de sede

Mapa que representa la frecuencia de organización de la Copa Mundial de Fútbol: en verde claro, aquellos países que han sido anfitriones del torneo en una ocasión; en verde oscuro, los que lo han sido en dos ocasiones.

Generalmente el proceso de selección de la sede de la Copa Mundial de Fútbol comienza alrededor de un sexenio antes del evento correspondiente. Este plazo le permite al anfitrión «planificar, desarrollar y construir los estadios y la infraestructura [necesarios] para recibir a los fanáticos, los jugadores y sus equipos [técnicos]». Salvo algunas excepciones, históricamente la sede se alternaba con algún país de América y de Europa. Entre dichas excepciones se encuentran las copas mundiales de 2002, 2010 y 2022, realizadas en Corea del Sur y Japón, Sudáfrica y Catar, respectivamente.
Cualquier país representado por una asociación nacional de la FIFA puede presentar su candidatura. Si bien el organismo suele recibir entre dos y tres propuestas de anfitriones distintos, mismas que pueden ser de dos o más países cada una, ha habido casos en los que solamente una candidatura ha sido emitida —por ejemplo las primeras dos ediciones, 1930 y 1934, y más recientemente el torneo de 2014—.
Los lineamientos de selección han variado con el transcurso del tiempo, aunque ha persistido la regla de que los países de un mismo continente o una confederación no pueden albergar dos copas mundiales consecutivas. Hasta 1964 —año en que se eligió a México como la sede de la edición de 1970— la decisión era tomada en el Congreso de la FIFA, y desde entonces la responsabilidad recae en el comité ejecutivo de la misma institución. Uno de los criterios más relevantes es la visita de los integrantes del comité a cada nación postulante con el propósito de evaluar su viabilidad para la realización del certamen. Los estatutos vigentes desde 2010 establecen que la FIFA debe enviar una invitación a cada asociación nacional para que los interesados en organizar la copa emitan una «expresión de interés». Posteriormente a los postulantes se les hace llegar un documento titulado «Registro de postulación» —«Bid Registration»—, que deben llenar y enviar dentro de un plazo límite. Uno de los requerimientos en esta etapa del proceso consiste en que el país interesado debe constituir tanto un «comité de postulación» como un «comité organizador local», a cargo de la financiación y seguimiento del proceso de selección, y de realización de la Copa Mundial, respectivamente.
El presupuesto y las estrategias y planes de acción para garantizar la adecuada ejecución del evento futbolístico son recopiladas por cada postulante en un «libro de candidatura» —en inglés: Bid Book—, un documento integrado por distintos apartados en donde se abordan adicionalmente conceptos como el sistema de salud, la legislación laboral o las ubicaciones de los estadios, hoteles y hospitales de las ciudades en las que se habrían de disputar los partidos. Esta información es revisada por un «grupo de evaluación» y los resultados son enviados a los miembros del comité ejecutivo y al presidente de la FIFA. Finalmente el comité ejecutivo se reúne para la votación de las candidaturas mediante un sistema de elección exhaustiva en el que se van desestimando las opciones con menos votos. El anfitrión es elegido por mayoría absoluta y el resultado se da a conocer públicamente ese mismo día.
En términos estadísticos, hasta 2022 solamente Italia (1934 y 1990), Francia (1938 y 1998), Brasil (1950 y 2014), México (1970 y 1986) y Alemania (1974 y 2006) han organizado más de una Copa Mundial de Fútbol, mientras que Uruguay (1930), Italia (1934), Inglaterra (1966), Alemania (1974), Argentina (1978) y Francia (1998) han sido los únicos anfitriones en ganar su propia edición del torneo. La única ocasión en que un Mundial se ha desarrollado en más de un país es la edición de 2002, y la Copa Mundial de Fútbol de 2026 será la primera vez que se lleve a cabo en más dos países —Estados Unidos, Canadá y México—, con lo cual este último habría de ser el primer anfitrión en organizar más de dos mundiales de fútbol.

#### Presupuesto e infraestructura
El anfitrión de la Copa Mundial de Fútbol debe cumplir con una serie de requerimientos de infraestructura establecidos por la FIFA. Los gastos de construcción y/o renovación de los estadios representan uno de los costos más elevados del presupuesto —en términos comparativos, Sudáfrica invirtió 1300 millones USD en este apartado, mientras que Rusia y Catar destinaron 3800 millones USD y 6500 millones USD, para las ediciones de 2010, 2018 y 2022, respectivamente—. Los puntos aplicables a los estadios son publicados en un documento titulado FIFA Stadium Requirements Handbook.

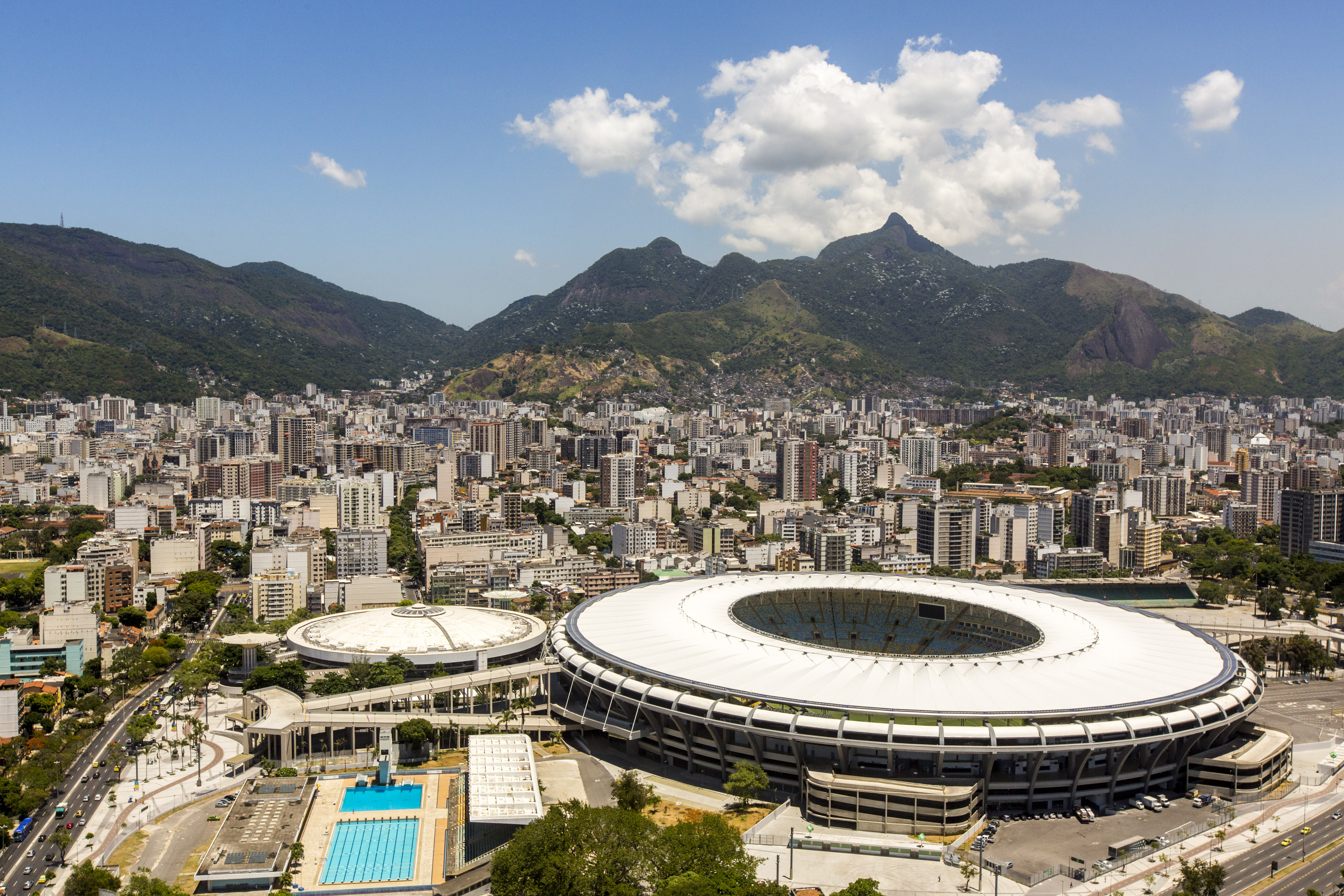
El Estadio de Maracaná se construyó para la Copa Mundial de Fútbol de 1950 y tuvo un costo de 629 millones USD.

Entre los requerimientos de infraestructura se encuentran los siguientes:
- Doce estadios con una capacidad mínima de 40 000 a 60 000 asistentes cada uno. Dado que la FIFA recomienda que dichos estadios se encuentren dispersos a lo largo del país, normalmente es necesario que el país sede construya nuevos en ciudades más pequeñas.
- Un sitio de entrenamiento base para cada equipo, y uno de entrenamiento general en cada estadio.
- Un aeropuerto cercano a cada estadio, el cual a su vez cuente con una capacidad mínima de 1450 pasajeros por hora.
- Medios de transporte que comuniquen eficientemente el aeropuerto con el estadio.
- Un total de 72 hoteles base para cada equipo y los árbitros, y otros cuatro hoteles cercanos a la ubicación de cada estadio.
- Un rango de 1760 a 8080 habitaciones de hotel en cada ciudad sede para los turistas. Para satisfacer esta necesidad en 2014, Brasil remodeló su puerto con tal de albergar seis cruceros.[110]

El presupuesto destinado por la FIFA para la realización de una Copa Mundial puede variar; para el torneo de 2002 desembolsó 955 millones USD, de los cuales separó poco más de la mitad para los comités organizadores locales y los premios de las selecciones finalistas. Un par de décadas después este gasto se había incrementado a 1700 millones USD para la edición de 2022; el 26 % se invirtió en los premios a los finalistas; el 19 % a gastos operativos, entre los cuales se incluyen los traslados a los partidos, los boletos emitidos, los servicios de hospitalidad y las comunicaciones, entre otros; y el resto se distribuyó en otros rubros como la cobertura televisiva, la mano de obra y la mercadotecnia del evento.
A continuación se listan los costos de organización de la Copa Mundial de Fútbol por cada anfitrión desde 1994, en miles de millones de USD:
| Año  | Sede           | Costo (en miles de millones USD) | Fuente  |
| ---- | -------------- | -------------------------------- | ------- |
| 1994 | Estados Unidos | 0.5                              | [ 116 ] |
| 1998 | Francia        | 2.3                              | [ 116 ] |
| 2002 | Corea Japón    | 7                                | [ 116 ] |
| 2006 | Alemania       | 4.3                              | [ 116 ] |
| 2010 | Sudáfrica      | 3.6                              | [ 116 ] |
| 2014 | Brasil         | 15                               | [ 116 ] |
| 2018 | Rusia          | 11.6                             | [ 116 ] |
| 2022 | Catar          | 220                              | [ 116 ] |

#### Promoción y mercadotecnia
La FIFA, a través de su división correspondiente, es la propietaria de los derechos de mercadotecnia, marca e iconografía; la transmisión en los medios de comunicación; y la emisión de boletos de la Copa Mundial de Fútbol. Al adquirir un programa de licencia, cada afiliado comercial, socio, patrocinador y promotor continental se hace acreedor a un «paquete de derechos» para el uso de la marca con fines de distribución y patrocinio del evento, así como la ejecución de «iniciativas específicas de interacción con aficionados y fidelización de clientes». Entre los socios o patrocinadores se encuentran Adidas, The Coca-Cola Company, Wanda Group, Hyundai Motor Group y McDonald's, mientras que otras compañías poseen vínculos comerciales con ciertas selecciones o jugadores, como es el caso de Nike. Los productos que se suelen comercializar más son los peluches de la mascota respectiva del evento, el balón oficial, réplicas del trofeo y las camisetas de las selecciones.
La campaña de difusión suele constar del diseño de un logotipo y una mascota representativos de la cultura de los países anfitriones —los primeros corrieron a cargo de Guillermo Laborde y Reg Hoye, este último con el personaje Willie, para los torneos de 1930 y 1966, respectivamente—; balones temáticos; temas musicales —a partir de la Copa Mundial de 1990, con la canción «Un'estate italiana» compuesta y escrita por Giorgio Moroder y Tom Whitlock, respectivamente— y bandas sonoras; y videojuegos —más recientemente como expansiones de la serie de títulos FIFA—; entre otros elementos. Cabe agregar que la comercialización de los boletos de los partidos suele ir acompañada de un «programa de servicios preferentes» que permite a los aficionados adquirir, anticipadamente, otros productos y servicios relacionados, como son los vuelos y hospedajes en las ciudades sede, o palcos exclusivos. En años más recientes se han introducido nuevas estructuras internas como es el caso de FIFAe, responsable de los servicios de esports de la compañía.
Durante el desarrollo del evento se ponen en marcha una serie de eventos comerciales tales como la «gira del trofeo» que recorre varias ciudades del mundo para exhibir el trofeo del torneo; y el FIFA Fan Festival, en el cual se transmiten los partidos del torneo al público en general, y se brindan espectáculos musicales y de entretenimiento; además de otros acontecimientos culturales como es el caso de la exhibición Poetry of the Winds en la que se obsequiaron banderas pintadas por artistas de distintos países del mundo en la edición de 2002. Para la transmisión de los partidos, la FIFA cuenta con una división televisiva integrada por cinco departamentos a cargo de las ventas de los derechos de retransmisión, servicios de transmisión, la producción de contenido audiovisual y digital, y el establecimiento de los estándares de cobertura de retransmisión. Para la edición de 2022, 21st Century Fox invirtió más de 400 millones USD para la transmisión televisiva de los juegos. Los ingresos obtenidos por FIFA con respecto a los derechos de mercadotecnia de las copas mundiales entre 2002 y 2022 excedieron los 4730 millones USD.

### Torneo
La Copa Mundial de Fútbol es organizada por la Comisión Organizadora de Competiciones de la FIFA, en conjunto con las federaciones de fútbol organizadoras del evento, el Comité Organizador Local (COL) y el Comité Supremo de Organización y Legado.
El torneo consta de dos etapas: una preliminar o clasificatoria, y una final —esta última se desarrolla cada cuatro años y es considerada como el evento en sí mismo—. Para garantizar su validez, tanto la organización del evento como los partidos que se disputan a lo largo del certamen deben seguir los estatutos y el reglamento de gobernanza de la FIFA, así como las reglas de juego vigentes del International Football Association Board (IFAB).

#### Fase preliminar

Mapa con las asociaciones de fútbol afiliadas de la FIFA, coloreadas de acuerdo a su confederación. A menos que se encuentren sancionadas por la FIFA, todos los países indicados pueden participar en la fase clasificatoria de la Copa Mundial.

Con excepción de la edición inaugural, en la cual la FIFA invitó a los participantes, la primera etapa de un Mundial consta de una serie de partidos, organizados por las confederaciones afiliadas al organismo, para definir a las selecciones nacionales que habrían de participar en cada certamen. Los anfitriones no requieren participar en estos juegos clasificatorios, y los campeones del torneo previo solían clasificar automáticamente a la etapa final hasta el torneo de 2002.
La FIFA determina la cantidad de cupos de selecciones por confederación para cada torneo algunos de los cuales son completos —es decir, equivalentes a un equipo en la fase final— mientras que otros son compartidos y se disputan por medio de una repesca o play-off. La cantidad de selecciones participantes varía con el transcurso del tiempo; a manera comparativa, en la edición de 1934 se registraron un total de 32 conjuntos para un total de 16 cupos —el anfitrión no se calificó de oficio y el campeón renunció a participar—, mientras que en el evento de 2022 se enfrentaron 211 combinados para participar por uno de los 31 cupos disponibles —igualmente, sin tomar en cuenta a la sede—. Cabe destacar que el total de cupos se habrá de incrementar a 48 para la Copa Mundial de 2026; el último incremento se había realizado en la edición de 1998, cuando la cifra aumentó de 24 a 32 selecciones.
A continuación se mencionan los cupos clasificatorios, por confederación, para Canadá, Estados Unidos y México 2026:
- Confederación Asiática de Fútbol (AFC): 8 cupos + 1 cupo para la repesca mundial.
- Confederación Africana de Fútbol (CAF): 9 cupos directos + 1 cupo para la repesca mundial.
- Confederación de Norteamérica, Centroamérica y el Caribe de Fútbol (Concacaf): 6 cupos directos (3 de los anfitriones + 3 clasificados en las eliminatorias) + 2 cupos para la repesca mundial.
- Confederación Sudamericana de Fútbol (Conmebol): 6 cupos directos + 1 cupo para la repesca mundial.
- Confederación de Fútbol de Oceanía  (OFC): 1 cupo directo + 1 cupo para la repesca mundial.
- Unión de Federaciones Europeas de Fútbol (UEFA): 16 cupos directos.

La repesca mundial proporcionará dos pases directos a la fase final de la Copa Mundial, y consistirá en un torneo de cuatro partidos a disputarse entre los seis cupos disponibles por confederación —excepto Concacaf, que tendrá dos por ser la sede; y UEFA que no participará en dicha repesca—.

#### Fase final
Si bien la fase final ha tenido distintos sistemas de competición a lo largo de su historia, en la modernidad consta de dos rondas: la de grupos y la de eliminación directa.
De acuerdo con los lineamientos de la FIFA, las selecciones de distintos grupos tienen la posibilidad de disputar partidos amistosos o de preparación entre sí hasta cinco días antes de que inicie su participación en la fase de grupos. Asimismo, sus entrenamientos son realizados en instalaciones aprobadas previamente por el mismo organismo, las cuales normalmente están ubicadas cerca de su hotel de concentración. Las fechas y horarios de la mayoría de los partidos son programados de manera que cada selección cuente con un período de descanso de 48 horas entre cada juego.
Cada equipo debe enviar un par de listas de jugadores que habrían de participar en la fase final: una «provisional» de hasta 55 jugadores, y una «definitiva» restringida a 27 convocados de la lista provisional.

##### Fase de grupos

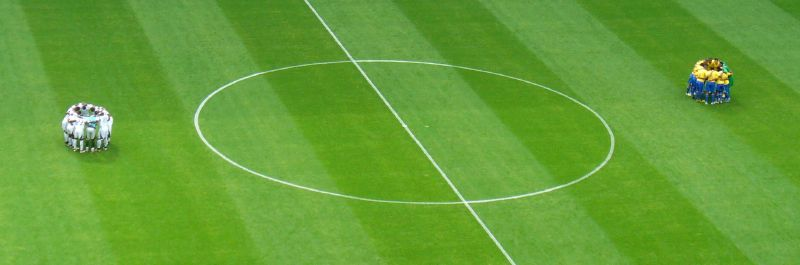
Los equipos se concentran antes de dar inicio al partido entre Brasil y Ghana por los octavos de final de Alemania 2006.

Los clasificados durante la fase preliminar del Mundial son distribuidos en grupos de cuatro selecciones cada uno, cuya conformación se realiza con base en un sorteo organizado por la FIFA, al menos un semestre antes de que inicie la fase final. Cada grupo cuenta a su vez con cabezas de serie designados por el mismo organismo generalmente a partir de criterios deportivos y geográficos —los anfitriones son cabezas de serie de su grupo—. Por ejemplo, desde 1998 se establecieron lineamientos para garantizar que ningún grupo contenga más de dos equipos europeos, o más de un equipo de la misma confederación. La cantidad de grupos depende de la cantidad de cupos aprobados por la FIFA: entre 1998 y 2022, con un total de 32 participantes, existían un total de ocho grupos. A partir de la edición de 2026 los clasificados se habrían de organizar en doce grupos.
Todos los equipos se enfrentan en un cuadrangular o liguilla dentro de su mismo grupo. Conforme se van disputando los partidos correspondientes, cada equipo acumula una puntuación en función de sus resultados: 3 puntos por victoria, 1 por empate y 0 por derrota. Los equipos de cada grupo son ordenados de forma descendiente de acuerdo con su puntuación. En caso de que haya dos o más equipos con la misma puntuación, el clasificado se determina con base en una serie de criterios de desempate.
En el sistema de clasificación vigente hasta 2022, los dos equipos con mayor puntuación de cada grupo avanzan a la ronda de eliminatorias. A partir de 2026, habrían de clasificar adicionalmente los ocho mejores «terceros» de la fase de grupos.

##### Fase de eliminación directa

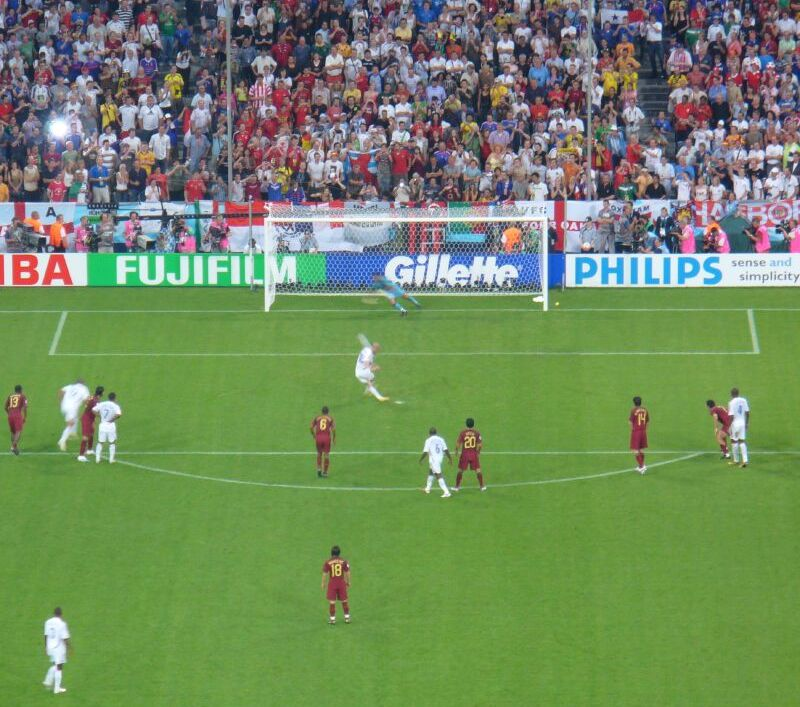
Zinedine Zidane anota un penalti en la semifinal entre Francia y Portugal, en Alemania 2006.

Los clasificados de la fase de grupos disputan partidos de eliminación directa en una serie de rondas que comprenden los octavos de final, los cuartos de final, las semifinales, un partido definitorio del tercer lugar, y la final. En caso de empate durante el tiempo reglamentario, y a diferencia de la etapa previa, el resultado se define por medio de una prórroga de dos tiempos de quince minutos cada uno y, en caso de ser necesario, una tanda de penaltis de cinco tiros, extensible hasta que uno de los equipos consiga la victoria.
Al término de la final, se lleva a cabo una ceremonia de premiación en la cual se le hace entrega provisional del trofeo de la Copa Mundial de Fútbol y medallas de oro a la selección ganadora. Posteriormente, y una vez devuelto el trofeo al organismo, recibe el «trofeo de los campeones». El segundo y tercer lugar del Mundial se hacen acreedores a medallas de plata y bronce. Adicionalmente se entregan distintos reconocimientos a los jugadores de acuerdo con su desempeño en el torneo.

## Resultados y estadísticas

### Ediciones del certamen
Lista de todas las ediciones de la Copa Mundial de Fútbol de la FIFA en su rama principal masculina, con sus respectivos resultados.
| Edición       | Sede                                        | Campeón                                     | Final Resultado                             | Subcampeón                                  | Tercer lugar                                | Resultado                                   | Cuarto lugar                                | N.º de selecciones                          |
| ------------- | ------------------------------------------- | ------------------------------------------- | ------------------------------------------- | ------------------------------------------- | ------------------------------------------- | ------------------------------------------- | ------------------------------------------- | ------------------------------------------- |
| 1930 Detalles | Uruguay                                     | Uruguay                                     | 4:2                                         | Argentina                                   | Estados Unidos                              | n.r.                                        | Yugoslavia                                  | 13                                          |
| 1934 Detalles | Italia                                      | Italia                                      | 2:1 (t.s.)                                  | Checoslovaquia                              | Alemania                                    | 3:2                                         | Austria                                     | 16                                          |
| 1938 Detalles | Francia                                     | Italia                                      | 4:2                                         | Hungría                                     | Brasil                                      | 4:2                                         | Suecia                                      | 15                                          |
| 1942          | No celebrada por la Segunda Guerra Mundial. | No celebrada por la Segunda Guerra Mundial. | No celebrada por la Segunda Guerra Mundial. | No celebrada por la Segunda Guerra Mundial. | No celebrada por la Segunda Guerra Mundial. | No celebrada por la Segunda Guerra Mundial. | No celebrada por la Segunda Guerra Mundial. | No celebrada por la Segunda Guerra Mundial. |
| 1946          | No celebrada por la Segunda Guerra Mundial. | No celebrada por la Segunda Guerra Mundial. | No celebrada por la Segunda Guerra Mundial. | No celebrada por la Segunda Guerra Mundial. | No celebrada por la Segunda Guerra Mundial. | No celebrada por la Segunda Guerra Mundial. | No celebrada por la Segunda Guerra Mundial. | No celebrada por la Segunda Guerra Mundial. |
| 1950 Detalles | Brasil                                      | Uruguay                                     | 2:1                                         | Brasil                                      | Suecia                                      | 3:1                                         | España                                      | 13                                          |
| 1954 Detalles | Suiza                                       | Alemania Federal                            | 3:2                                         | Hungría                                     | Austria                                     | 3:1                                         | Uruguay                                     | 16                                          |
| 1958 Detalles | Suecia                                      | Brasil                                      | 5:2                                         | Suecia                                      | Francia                                     | 6:3                                         | Alemania Federal                            | 16                                          |
| 1962 Detalles | Chile                                       | Brasil                                      | 3:1                                         | Checoslovaquia                              | Chile                                       | 1:0                                         | Yugoslavia                                  | 16                                          |
| 1966 Detalles | Inglaterra                                  | Inglaterra                                  | 4:2 (t.s.)                                  | Alemania Federal                            | Portugal                                    | 2:1                                         | Unión Soviética                             | 16                                          |
| 1970 Detalles | México                                      | Brasil                                      | 4:1                                         | Italia                                      | Alemania Federal                            | 1:0                                         | Uruguay                                     | 16                                          |
| 1974 Detalles | Alemania Federal                            | Alemania Federal                            | 2:1                                         | Países Bajos                                | Polonia                                     | 1:0                                         | Brasil                                      | 16                                          |
| 1978 Detalles | Argentina                                   | Argentina                                   | 3:1 (t.s.)                                  | Países Bajos                                | Brasil                                      | 2:1                                         | Italia                                      | 16                                          |
| 1982 Detalles | España                                      | Italia                                      | 3:1                                         | Alemania Federal                            | Polonia                                     | 3:2                                         | Francia                                     | 24                                          |
| 1986 Detalles | México                                      | Argentina                                   | 3:2                                         | Alemania Federal                            | Francia                                     | 4:2 (t.s.)                                  | Bélgica                                     | 24                                          |
| 1990 Detalles | Italia                                      | Alemania Federal                            | 1:0                                         | Argentina                                   | Italia                                      | 2:1                                         | Inglaterra                                  | 24                                          |
| 1994 Detalles | Estados Unidos                              | Brasil                                      | 0:0 (t.s.) (3:2 pen.)                       | Italia                                      | Suecia                                      | 4:0                                         | Bulgaria                                    | 24                                          |
| 1998 Detalles | Francia                                     | Francia                                     | 3:0                                         | Brasil                                      | Croacia                                     | 2:1                                         | Países Bajos                                | 32                                          |
| 2002 Detalles | Corea del Sur y Japón                       | Brasil                                      | 2:0                                         | Alemania                                    | Turquía                                     | 3:2                                         | Corea del Sur                               | 32                                          |
| 2006 Detalles | Alemania                                    | Italia                                      | 1:1 (t.s.) (5:3 pen.)                       | Francia                                     | Alemania                                    | 3:1                                         | Portugal                                    | 32                                          |
| 2010 Detalles | Sudáfrica                                   | España                                      | 1:0 (t.s.)                                  | Países Bajos                                | Alemania                                    | 3:2                                         | Uruguay                                     | 32                                          |
| 2014 Detalles | Brasil                                      | Alemania                                    | 1:0 (t.s.)                                  | Argentina                                   | Países Bajos                                | 3:0                                         | Brasil                                      | 32                                          |
| 2018 Detalles | Rusia                                       | Francia                                     | 4:2                                         | Croacia                                     | Bélgica                                     | 2:0                                         | Inglaterra                                  | 32                                          |
| 2022 Detalles | Catar                                       | Argentina                                   | 3:3 (t.s.) (4:2 pen.)                       | Francia                                     | Croacia                                     | 2:1                                         | Marruecos                                   | 32                                          |
| 2026 Detalles | Canadá, Estados Unidos y México             | Por disputarse                              | Por disputarse                              | Por disputarse                              | Por disputarse                              | Por disputarse                              | Por disputarse                              | 48                                          |
| 2030 Detalles | España, Marruecos y Portugal                | Por disputarse                              | Por disputarse                              | Por disputarse                              | Por disputarse                              | Por disputarse                              | Por disputarse                              | 48                                          |
| 2034 Detalles | Arabia Saudita                              | Por disputarse                              | Por disputarse                              | Por disputarse                              | Por disputarse                              | Por disputarse                              | Por disputarse                              | 48                                          |

### Palmarés
La lista a continuación muestra a los 25 equipos que han estado entre los cuatro mejores de alguna edición del torneo.
En cursiva, se indica el torneo en que el equipo fue local.
| Selección       | Campeón                          | Subcampeón                 | Tercer puesto              | Cuarto puesto        |
| --------------- | -------------------------------- | -------------------------- | -------------------------- | -------------------- |
| Brasil          | 5 (1958, 1962, 1970, 1994, 2002) | 2 (1950, 1998)             | 2 (1938, 1978)             | 2 (1974, 2014)       |
| Alemania        | 4 (1954, 1974, 1990, 2014)       | 4 (1966, 1982, 1986, 2002) | 4 (1934, 1970, 2006, 2010) | 1 (1958)             |
| Italia          | 4 (1934, 1938, 1982, 2006)       | 2 (1970, 1994)             | 1 (1990)                   | 1 (1978)             |
| Argentina       | 3 (1978, 1986, 2022)             | 3 (1930, 1990, 2014)       |                            |                      |
| Francia         | 2 (1998, 2018)                   | 2 (2006, 2022)             | 2 (1958, 1986)             | 1 (1982)             |
| Uruguay         | 2 (1930, 1950)                   |                            |                            | 3 (1954, 1970, 2010) |
| Inglaterra      | 1 (1966)                         |                            |                            | 2 (1990, 2018)       |
| España          | 1 (2010)                         |                            |                            | 1 (1950)             |
| Países Bajos    |                                  | 3 (1974, 1978, 2010)       | 1 (2014)                   | 1 (1998)             |
| Hungría         |                                  | 2 (1938, 1954)             |                            |                      |
| República Checa |                                  | 2 (1934, 1962)             |                            |                      |
| Suecia          |                                  | 1 (1958)                   | 2 (1950, 1994)             | 1 (1938)             |
| Croacia         |                                  | 1 (2018)                   | 2 (1998, 2022)             |                      |
| Polonia         |                                  |                            | 2 (1974, 1982)             |                      |
| Austria         |                                  |                            | 1 (1954)                   | 1 (1934)             |
| Portugal        |                                  |                            | 1 (1966)                   | 1 (2006)             |
| Bélgica         |                                  |                            | 1 (2018)                   | 1 (1986)             |
| Estados Unidos  |                                  |                            | 1 (1930)                   |                      |
| Chile           |                                  |                            | 1 (1962)                   |                      |
| Turquía         |                                  |                            | 1 (2002)                   |                      |
| Serbia          |                                  |                            |                            | 2 (1930, 1962)       |
| Rusia           |                                  |                            |                            | 1 (1966)             |
| Bulgaria        |                                  |                            |                            | 1 (1994)             |
| Corea del Sur   |                                  |                            |                            | 1 (2002)             |
| Marruecos       |                                  |                            |                            | 1 (2022)             |

#### Títulos por confederación
A continuación se muestran las dos confederaciones que se han repartido las copas del mundo.
En cursiva se indica el torneo donde la confederación fue local.
| Confederación              | Títulos | Ediciones                                                              |
| -------------------------- | ------- | ---------------------------------------------------------------------- |
| UEFA (Europa)              | 12      | 1934, 1938, 1954, 1966, 1974, 1982, 1990, 1998, 2006, 2010, 2014, 2018 |
| Conmebol (América del Sur) | 10      | 1930, 1950, 1958, 1962, 1970, 1978, 1986, 1994, 2002, 2022             |

### Equipos

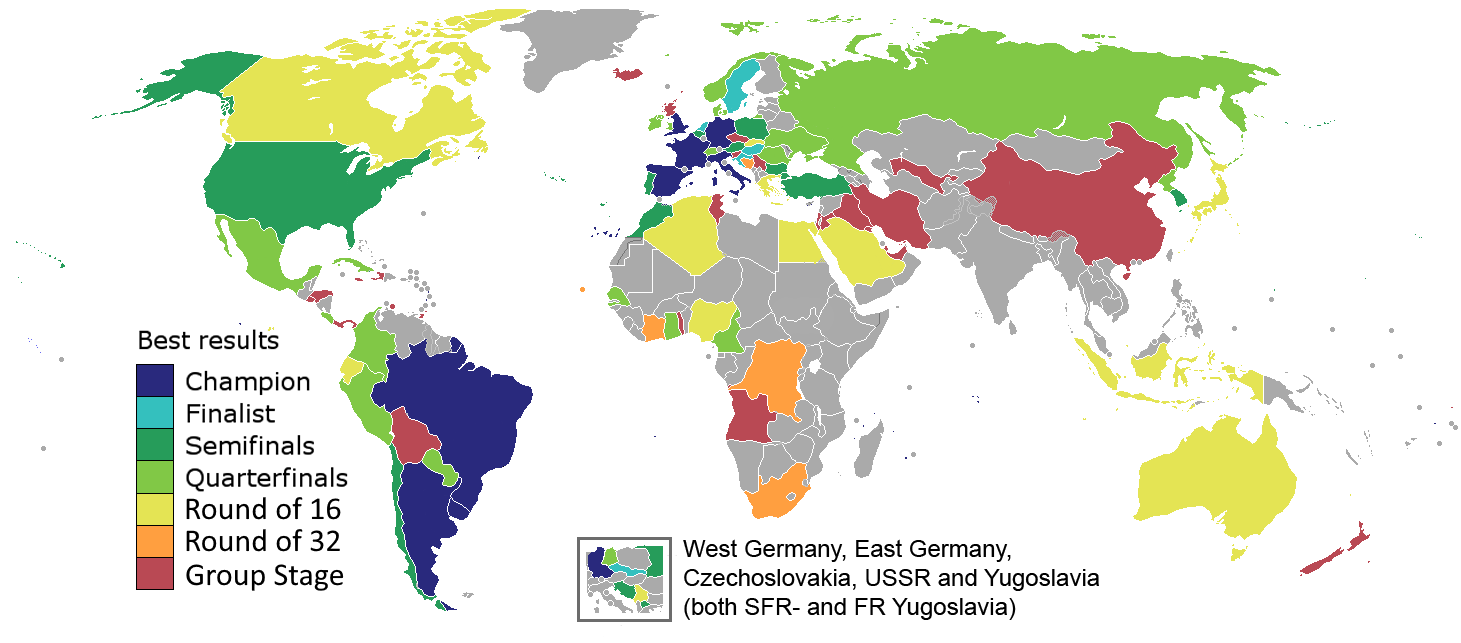
Mapa según resultados en la Copa Mundial y países sedes.

Más de 200 equipos diferentes han sido parte de los procesos clasificatorios y 80 han participado a lo largo de la fase final de la Copa Mundial. De ellos, trece han llegado a la final del torneo y ocho han alcanzado la victoria.
Brasil es el equipo más exitoso, al alcanzar cinco campeonatos, seguido por Italia y Alemania con cuatro. En términos estadísticos, Brasil es el equipo con más victorias, seguido por Alemania y Argentina. De los cuatro títulos ganados por Alemania, tres pertenecen a Alemania Federal y el ganado recientemente pertenece a la unificada; también, ha sido la selección con más participaciones en finales, en un total de ocho.
Brasil e Italia son, además, los únicos equipos que han ganado dos torneos consecutivamente: Italia lo logró en 1934 y 1938, mientras que los sudamericanos lo lograron en 1958 y 1962. Ambos equipos se han enfrentado en dos finales (1970 y 1994), en ambas ha salido victorioso Brasil. La final de 1970, además, fue la primera en que se coronó a un tricampeón, al cual se le otorgó definitivamente el Trofeo Jules Rimet.
De los ocho equipos campeones, Brasil y España, son los únicos que no han sido campeones al menos una vez cuando el torneo fue organizado en su casa. Por otro lado, Brasil, España, Alemania y Argentina son los equipos que han ganado un torneo fuera de su continente: en Suecia 1958 y Corea del Sur-Japón 2002 para el primero, en Sudáfrica 2010 para el segundo, Brasil 2014 para el tercero y Catar 2022 para el cuarto. En cambio, México y Brasil son las únicas selecciones que han sido sede dos veces sin haber obtenido el título.
Adicionalmente, los partidos más repetidos son Brasil vs Suecia, Alemania vs Argentina y Alemania vs Yugoslavia todos con 7 encuentros.
Asimismo, la misma Alemania contra Argentina es el partido más repetido en finales de la Copa del Mundo; en México 1986; Italia 1990 y Brasil 2014.
En cuanto a las participaciones, Brasil es el único equipo presente en todos los eventos (22 en total).

### Jugadores

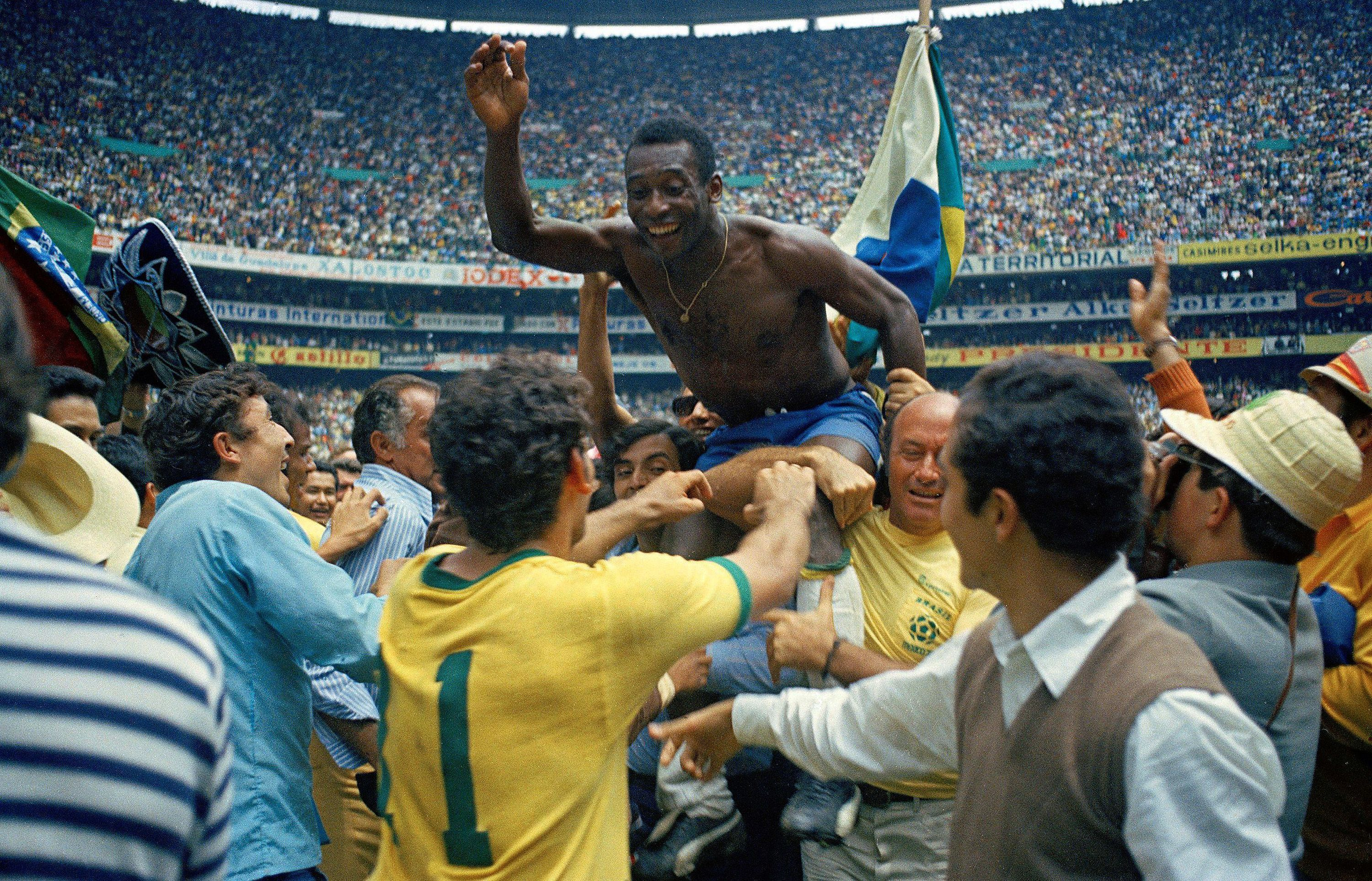
Pelé durante la celebración tras obtener su tercer título mundial en la edición de México 1970, siendo el jugador más ganador de la historia.

Cerca de 6000 jugadores han participado en la Copa Mundial y muchos de ellos han pasado a la historia. De ellos, un grupo selecto.
ha participado en múltiples oportunidades del evento: solo seis jugadores han disputado encuentros en cinco torneos: el mexicano Antonio Carbajal entre 1950 y 1966, el alemán Lothar Matthäus entre 1982 y 1998, el mexicano Rafa Márquez entre 2002 y 2018, el argentino Lionel Messi entre 2006 y 2022, el portugués Cristiano Ronaldo entre 2006 y 2022 y el mexicano Andrés Guardado entre 2006 y 2022. En cuanto a partidos disputados, Lionel Messi jugó 26 partidos, récord alcanzado en su última participación en 2022; este mismo es el jugador que ha jugado mayor cantidad de minutos, con 2315 minutos en sus cinco participaciones entre 2006 y 2022.
En cuanto a goles, los dieciséis del alemán Miroslav Klose lo convierten en el jugador que más goles ha marcado en todos los eventos de la Copa. En la Copa Mundial de Fútbol de 1958, el francés Just Fontaine marcó 13 anotaciones, cifra que se ha mantenido como la mayor cantidad de goles alcanzada en un solo evento, siendo sus únicas anotaciones en mundiales.
Roger Milla, futbolista de Camerún, se convirtió en el jugador más veterano (42 años) en marcar un gol en un mundial ante Rusia en el Mundial de 1994 disputado en Estados Unidos. En aquel mismo encuentro, el ruso Oleg Salenko anotó cinco tantos, estableciendo el récord de más goles en un partido de la Copa Mundial.
En el Mundial de Rusia 2018 el portero egipcio Essam El-Hadary se convirtió en el futbolista más longevo en disputar un partido en la historia de los mundiales de fútbol, jugando el encuentro entre Egipto y Arabia Saudita. A la fecha tenía 45 años y 161 días.

#### Tabla histórica de goleadores
Más de 1300 jugadores han anotado en algún partido de la Copa Mundial, totalizando 2720 goles en las 22 ediciones del torneo. El alemán Miroslav Klose es el que más goles ha anotado, con un total de 16 goles en 4 ediciones, mientras el francés Just Fontaine es el que tiene la marca de más goles en un único torneo, con 13 anotaciones.

A continuación se indican los quince jugadores que han anotado 10 o más goles en la historia del torneo. En cursiva se indican los jugadores activos seleccionables por su selección.

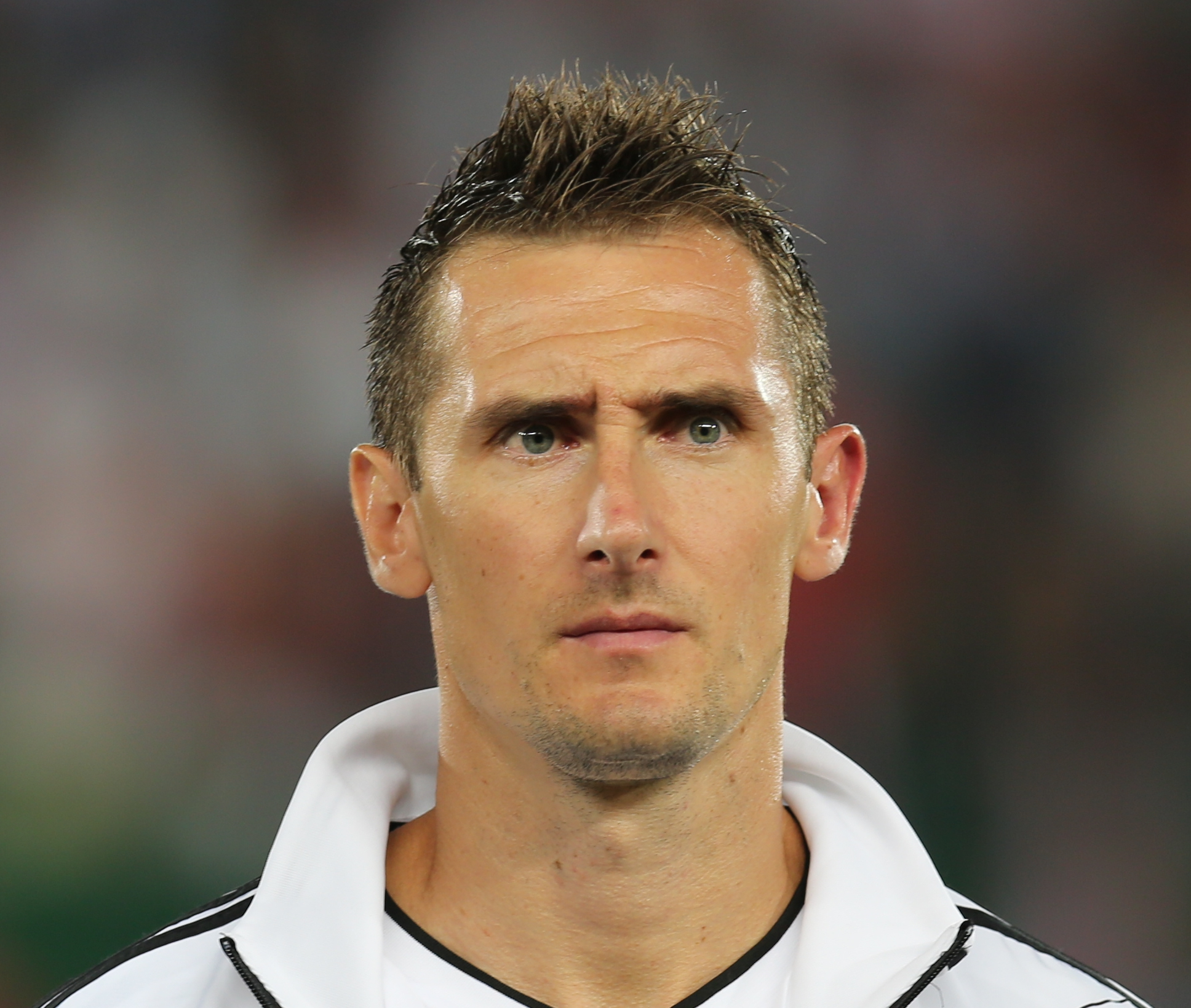
El máximo goleador de la historia de los mundiales, Miroslav Klose.

| Pos. | Jugador           | Selección  | Goles | Partidos | Promedio | Torneos jugados               |
| ---- | ----------------- | ---------- | ----- | -------- | -------- | ----------------------------- |
| 1    | Miroslav Klose    | Alemania   | 16    | 24       | 0,67     | 2002, 2006, 2010 y 2014       |
| 2    | Ronaldo           | Brasil     | 15    | 19       | 0,79     | 1994, 1998, 2002 y 2006       |
| 3    | Gerd Müller       | Alemania   | 14    | 13       | 1,08     | 1970 y 1974                   |
| 4    | Just Fontaine     | Francia    | 13    | 6        | 2,17     | 1958                          |
|      | Lionel Messi      | Argentina  | 13    | 26       | 0,5      | 2006, 2010, 2014, 2018 y 2022 |
| 6    | Kylian Mbappé     | Francia    | 12    | 14       | 0,86     | 2018 y 2022                   |
|      | Pelé              | Brasil     | 12    | 14       | 0,86     | 1958, 1962, 1966 y 1970       |
| 8    | Sándor Kocsis     | Hungría    | 11    | 5        | 2,2      | 1954                          |
|      | Jürgen Klinsmann  | Alemania   | 11    | 17       | 0,65     | 1990, 1994 y 1998             |
| 10   | Helmut Rahn       | Alemania   | 10    | 10       | 1        | 1954 y 1958                   |
|      | Gabriel Batistuta | Argentina  | 10    | 12       | 0,83     | 1994, 1998 y 2002             |
|      | Gary Lineker      | Inglaterra | 10    | 12       | 0,83     | 1986 y 1990                   |
|      | Teófilo Cubillas  | Perú       | 10    | 13       | 0,77     | 1970, 1978 y 1982             |
|      | Thomas Müller     | Alemania   | 10    | 19       | 0,53     | 2010, 2014, 2018 y 2022       |
|      | Grzegorz Lato     | Polonia    | 10    | 20       | 0,5      | 1974, 1978 y 1982             |

#### Jugadores con más partidos disputados

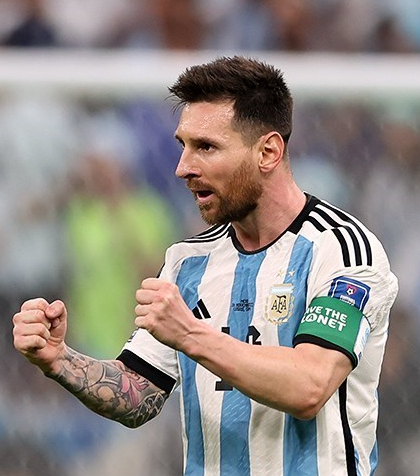
Lionel Messi, el jugador con más participaciones y el único que ha ganado el Balón de Oro en dos oportunidades: 2014 y 2022.

Nota: Se listan jugadores con 20 o más partidos jugados. En cursiva, jugadores seleccionables por su selección.
| Pos. | Jugador                | Selección | P. J. | Minutos | Torneos jugados               |
| ---- | ---------------------- | --------- | ----- | ------- | ----------------------------- |
| 1    | Lionel Messi           | Argentina | 26    | 2315    | 2006, 2010, 2014, 2018 y 2022 |
| 2    | Lothar Matthäus        | Alemania  | 25    | 2052    | 1982, 1986, 1990, 1994 y 1998 |
| 3    | Miroslav Klose         | Alemania  | 24    | 1790    | 2002, 2006, 2010 y 2014       |
| 4    | Paolo Maldini          | Italia    | 23    | 2217    | 1990, 1994, 1998 y 2002       |
| 5    | Cristiano Ronaldo      | Portugal  | 22    | 1764    | 2006, 2010, 2014, 2018 y 2022 |
| 6    | Uwe Seeler             | Alemania  | 21    | 1980    | 1958, 1962, 1966 y 1970       |
|      | Diego Maradona         | Argentina | 21    | 1938    | 1982, 1986, 1990 y 1994       |
|      | Wladyslaw Zmuda        | Polonia   | 21    | 1808    | 1974, 1978, 1982 y 1986       |
| 9    | Javier Mascherano      | Argentina | 20    | 1950    | 2006, 2010, 2014 y 2018       |
|      | Philipp Lahm           | Alemania  | 20    | 1920    | 2006, 2010 y 2014             |
|      | Hugo Lloris            | Francia   | 20    | 1830    | 2010, 2014, 2018 y 2022       |
|      | Grzegorz Lato          | Polonia   | 20    | 1800    | 1974, 1978 y 1982             |
|      | Bastian Schweinsteiger | Alemania  | 20    | 1656    | 2006, 2010 y 2014             |
|      | Cafú                   | Brasil    | 20    | 1637    | 1994, 1998, 2002 y 2006       |

### Entrenadores
El entrenador italiano Vittorio Pozzo es el único que ha obtenido en dos ocasiones el campeonato de la Copa Mundial de Fútbol, en las ediciones de Italia 1934 y Francia 1938. En tanto, el alemán Franz Beckenbauer, el brasileño Mário Zagallo y el francés Didier Deschamps han sido los únicos entrenadores que han salido campeones tanto como jugadores como entrenadores.
Todos los entrenadores que han ganado algún campeonato han sido de la misma nacionalidad de las selecciones que dirigieron.

### Goles

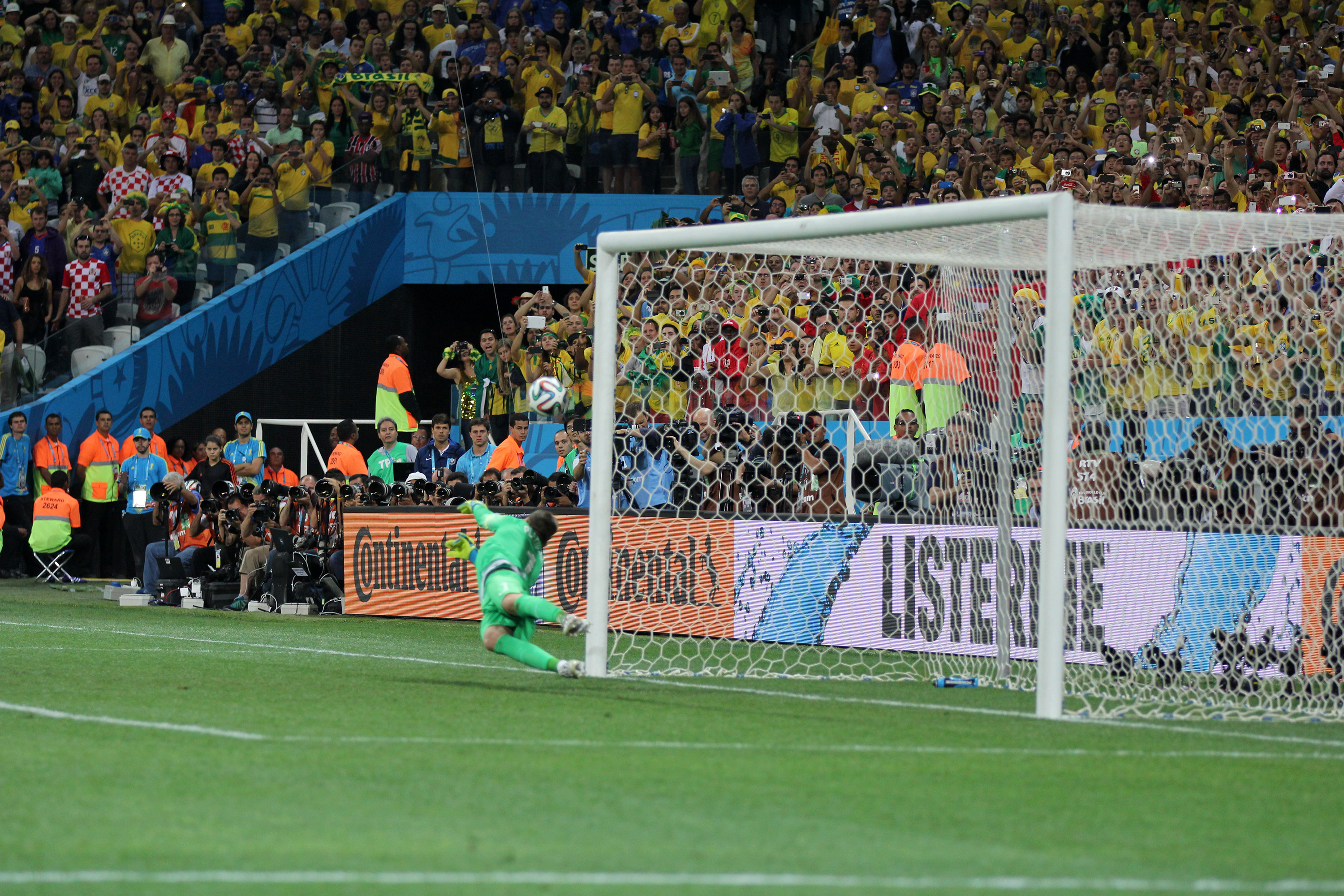
El arquero croata Stipe Pletikosa intenta atajar un penal del brasileño Neymar en la inauguración de la Copa Mundial de Fútbol de 2014.

Durante las 22 ediciones de la Copa Mundial disputadas hasta 2022, se han marcado 2720 goles. De estos, 55 han sido autogoles. La Copa Mundial ha sido escenario de algunos de los goles más famosos de la historia del fútbol. Dentro de ellos destacan la llamada Mano de Dios y el Gol del Siglo, ambos marcados por Diego Maradona durante el mismo partido de la Copa Mundial de Fútbol de 1986.
A nivel de torneos, la edición de Catar 2022 es la que ha tenido mayor número de goles, con 172 anotaciones en sus 64 partidos disputados, mientras el menor número fue en 1930 y 1934 con 70 goles (aunque la primera edición contó con 18 partidos, uno más que la edición de 1934). Considerando el número de partidos, el mayor número de goles por partido fue en el Mundial de 1954, con 5.38 tantos por encuentro; la cifra menor, en tanto, fue de 2.21 goles por partido en el Mundial de 1990. Esto refleja en general la evolución del fútbol: durante los primeros años del torneo, el fútbol se caracterizaba por su aspecto ofensivo y los partidos tenían un promedio cercano a los 4 goles por partido. Posterior a la Copa Mundial de 1954, sin embargo, el deporte comenzó a desarrollar más los aspectos defensivos, lo que influyó en la disminución de los goles anotados: desde 1958 en adelante, el promedio de goles no superó los 3 por partido.
Los sorteos de los equipos participantes han producido, en ocasiones, encuentros entre selecciones de nivel muy diferente, lo que se ha reflejado en goleadas. Sin embargo, no todos los encuentros con un alto número de goles anotados se deben únicamente a goleadas: el partido con más goles anotados fue el disputado entre Austria y la local Suiza en la Copa Mundial de 1954, el cual finalizó con una victoria austríaca por 7:5. La final con más anotaciones, en tanto, fue la disputada en 1958 por Brasil y Suecia, que terminó con la victoria de los primeros por 5:2. Por otro lado, la final entre Brasil e Italia en 1994 finalizó sin goles, por lo que se recurrió a una serie de penaltis, donde los sudamericanos pudieron levantar su cuarta copa mundial. También se destaca el 7:1 de Alemania a Brasil, siendo la mayor goleada recibida por un país anfitrión y una selección campeona del mundo en un mundial.

#### Resumen numérico
| Edición                  | Partidos | Goles | Promedio de goles |
| ------------------------ | -------- | ----- | ----------------- |
| Uruguay 1930             | 18       | 70    | 3.89              |
| Italia 1934              | 17       | 70    | 4.12              |
| Francia 1938             | 18       | 84    | 4.67              |
| Brasil 1950              | 22       | 88    | 4.00              |
| Suiza 1954               | 26       | 148   | 5.38              |
| Suecia 1958              | 35       | 126   | 3.60              |
| Chile 1962               | 32       | 89    | 2.78              |
| Inglaterra 1966          | 32       | 89    | 2.78              |
| México 1970              | 32       | 95    | 2.97              |
| Alemania 1974            | 38       | 97    | 2.55              |
| Argentina 1978           | 38       | 102   | 2.68              |
| España 1982              | 52       | 146   | 2.81              |
| México 1986              | 52       | 132   | 2.54              |
| Italia 1990              | 52       | 115   | 2.21              |
| Estados Unidos 1994      | 52       | 141   | 2.71              |
| Francia 1998             | 64       | 171   | 2.67              |
| Corea del Sur-Japón 2002 | 64       | 161   | 2.52              |
| Alemania 2006            | 64       | 147   | 2.30              |
| Sudáfrica 2010           | 64       | 145   | 2.27              |
| Brasil 2014              | 64       | 171   | 2.67              |
| Rusia 2018               | 64       | 169   | 2.64              |
| Catar 2022               | 64       | 172   | 2.68              |

#### Máximas goleadas
| Selección  | Resultado | Selección       | Edición                  |
| ---------- | --------- | --------------- | ------------------------ |
| Hungría    | 10:1      | El Salvador     | España 1982              |
| Hungría    | 9:0       | Corea del Sur   | Suiza 1954               |
| Yugoslavia | 9:0       | Zaire           | Alemania Federal 1974    |
| Suecia     | 8:0       | Cuba            | Francia 1938             |
| Uruguay    | 8:0       | Bolivia         | Brasil 1950              |
| Alemania   | 8:0       | Arabia Saudita  | Corea del Sur-Japón 2002 |
| Uruguay    | 7:0       | Escocia         | Suiza 1954               |
| Turquía    | 7:0       | Corea del Sur   | Suiza 1954               |
| Polonia    | 7:0       | Haití           | Alemania Federal 1974    |
| Portugal   | 7:0       | Corea del Norte | Sudáfrica 2010           |
| España     | 7:0       | Costa Rica      | Catar 2022               |

### Asistencia
| Edición                  | Partidos | Total de espectadores | Promedio de asistencia |
| ------------------------ | -------- | --------------------- | ---------------------- |
| Uruguay 1930             | 18       | 590 549               | 32 808                 |
| Italia 1934              | 17       | 375 000               | 22 059                 |
| Francia 1938             | 18       | 375 700               | 20 872                 |
| Brasil 1950              | 22       | 1 045 246             | 47 511                 |
| Suiza 1954               | 26       | 768 607               | 29 562                 |
| Suecia 1958              | 35       | 819 810               | 23 423                 |
| Chile 1962               | 32       | 893 172               | 27 912                 |
| Inglaterra 1966          | 32       | 1 563 135             | 48 848                 |
| México 1970              | 32       | 1 603 975             | 50 124                 |
| Alemania 1974            | 38       | 1 865 753             | 49 099                 |
| Argentina 1978           | 38       | 1 545 791             | 40 679                 |
| España 1982              | 52       | 2 109 723             | 40 572                 |
| México 1986              | 52       | 2 394 031             | 46 039                 |
| Italia 1990              | 52       | 2 516 215             | 48 389                 |
| Estados Unidos 1994      | 52       | 3 587 538             | 68 991                 |
| Francia 1998             | 64       | 2 785 100             | 43 517                 |
| Corea del Sur-Japón 2002 | 64       | 2 705 197             | 42 269                 |
| Alemania 2006            | 64       | 3 359 439             | 52 491                 |
| Sudáfrica 2010           | 64       | 3 178 856             | 49 670                 |
| Brasil 2014              | 64       | 3 429 873             | 53 592                 |
| Rusia 2018               | 64       | 3 031 768             | 47 371                 |
| Catar 2022               | 64       | 3 404 983             | 53 202                 |

## Premios
Durante la realización de la Copa Mundial la organización dispone la entrega de diversos premios de acuerdo a la participación de los equipos y jugadores a lo largo del torneo.
Sin lugar a dudas, el principal premio es el título de campeón del evento. El equipo que logra coronarse como campeón recibe el Trofeo de la Copa Mundial de la FIFA por cuatro años. El equipo recibe además una réplica del trofeo y su nombre es grabado en la base del original. Esta copa es entregada luego de que la Copa Jules Rimet fuera adjudicada de manera definitiva (tal y como lo establecía el reglamento) a Brasil cuando se coronó campeón por tercera vez en 1970. El equipo ganador además recibe un premio monetario, que en la última edición alcanzó los 16 millones de euros (equivalentes a más de 19 millones de dólares). La copa original fue diseñada por Abel Lafleur. El diseño actual es de Silvio Gazzaniga.

### Goleadores
Desde el inicio del torneo, uno de los premios más importantes es al goleador del evento, es decir, el jugador que anota más goles durante la realización de la fase final de cada Copa Mundial. Desde la Copa Mundial de 1982 el premio fue instituido oficialmente como el «Botín de Oro». Desde el Mundial de 2006 fueron además entregados el «Botín de Plata» y el «Botín de Bronce», para los jugadores en el segundo y tercer lugar de la estadística de goleadores. Si hay dos o más jugadores con la misma cantidad de goles, para la entrega del «Botín de Oro», primero se toma en cuenta el número de asistencias de gol y la cantidad de minutos jugados por cada uno. Estadísticamente, se destaca el Campeonato de 1962, en el que hubo 6 goleadores, siendo la menor cantidad de goles marcados por un goleador.
| Edición                  | Goleador            | Goles |
| ------------------------ | ------------------- | ----- |
| Uruguay 1930             | Guillermo Stábile   | 8     |
| Italia 1934              | Oldřich Nejedlý     | 5     |
| Francia 1938             | Leônidas da Silva   | 7     |
| Brasil 1950              | Ademir              | 9     |
| Suiza 1954               | Sandor Kocsis       | 11    |
| Suecia 1958              | Just Fontaine       | 13    |
| Chile 1962               | Garrincha           | 4     |
| Chile 1962               | Vavá                | 4     |
| Chile 1962               | Flórián Albert      | 4     |
| Chile 1962               | Valentin Ivanov     | 4     |
| Chile 1962               | Dražan Jerković     | 4     |
| Chile 1962               | Leonel Sánchez      | 4     |
| Inglaterra 1966          | Eusébio             | 9     |
| México 1970              | Gerd Müller         | 10    |
| Alemania 1974            | Grzegorz Lato       | 7     |
| Argentina 1978           | Mario Kempes        | 6     |
| España 1982              | Paolo Rossi         | 6     |
| México 1986              | Gary Lineker        | 6     |
| Italia 1990              | Salvatore Schillaci | 6     |
| Estados Unidos 1994      | Oleg Salenko        | 6     |
| Estados Unidos 1994      | Hristo Stoitchkov   | 6     |
| Francia 1998             | Davor Šuker         | 6     |
| Corea del Sur-Japón 2002 | Ronaldo             | 8     |
| Alemania 2006            | Miroslav Klose      | 5     |
| Sudáfrica 2010           | Thomas Müller       | 5     |
| Sudáfrica 2010           | David Villa         | 5     |
| Sudáfrica 2010           | Wesley Sneijder     | 5     |
| Sudáfrica 2010           | Diego Forlán        | 5     |
| Brasil 2014              | James Rodríguez     | 6     |
| Rusia 2018               | Harry Kane          | 6     |
| Catar 2022               | Kylian Mbappé       | 8     |

### Balón de Oro

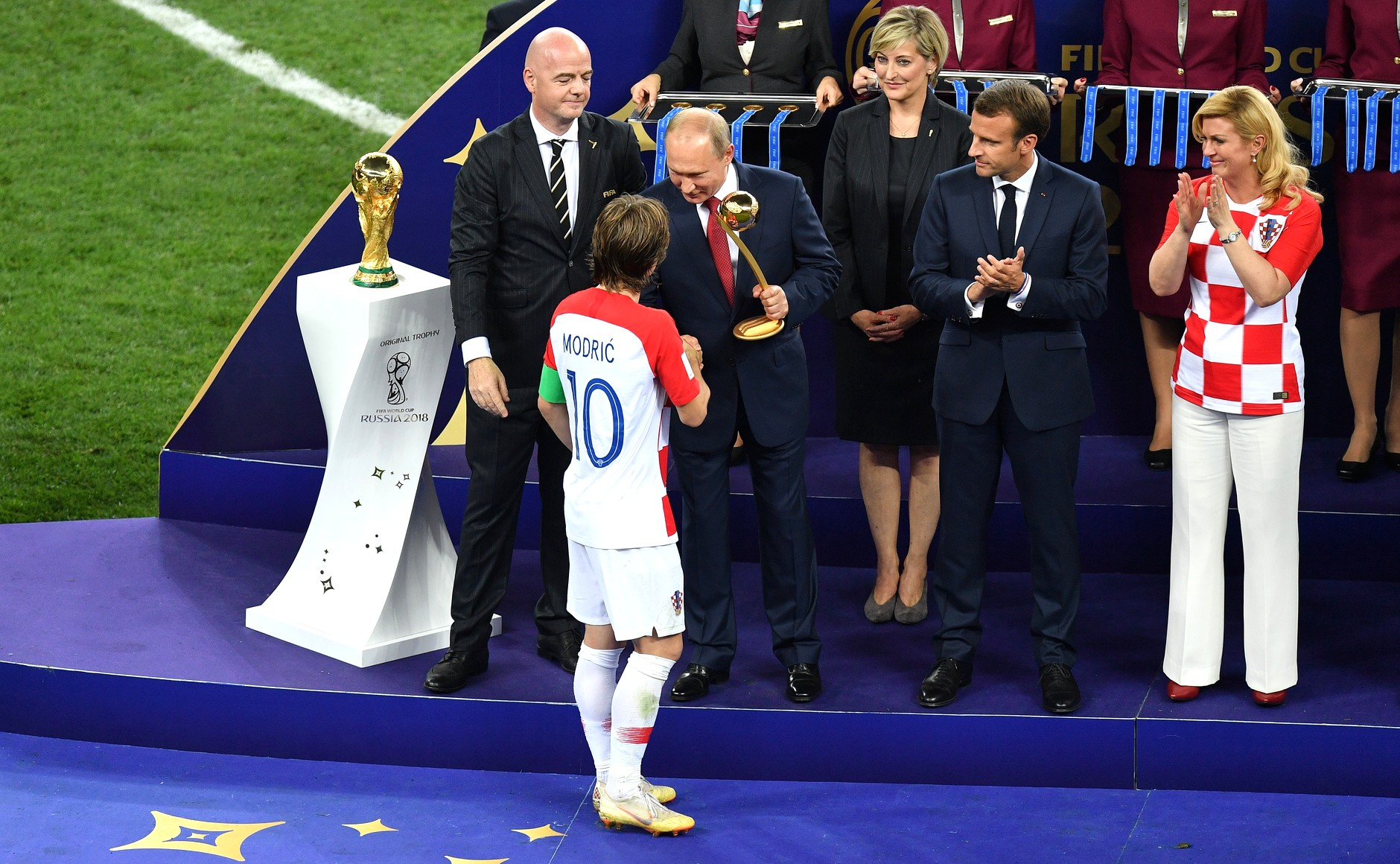
El croata Luka Modrić recibe el premio al mejor jugador del torneo de 2018 a manos del presidente ruso Vladímir Putin.

El premio «Balón de Oro» es entregado al mejor jugador de cada edición de la Copa Mundial de la FIFA. Este reconocimiento se entrega desde la Copa Mundial de 1982.
Durante la realización del campeonato, la FIFA crea una lista con los 10 mejores jugadores del evento a su juicio. Los jugadores de esta lista son posteriormente votados por los representantes de la prensa especializada. El Balón de Oro es entregado al que haya obtenido más votos, mientras el Balón de Plata y el de Bronce se entregan al segundo y tercer más votados, respectivamente.
El proceso de elección ha sido criticado en las últimas ediciones, pues es realizado previo a la final del campeonato. Esto ha provocado que algunos jugadores hayan sido electos, pero en la final del torneo hay otro que destaca o simplemente el elegido no cumple con las expectativas. Solo en cuatro ocasiones (Paolo Rossi en 1982, Diego Maradona en 1986, Romário en 1994 y Lionel Messi en 2022), el premio ha sido otorgado a algún jugador del equipo campeón de ese año. El resto ha sido en general a jugadores del equipo derrotado en la final, con excepción de Salvatore Schillaci y Diego Forlán, quienes fueron derrotados en las semifinales de 1990 y 2010, respectivamente. El equipo campeón siempre ha tenido, sin embargo, alguno de sus jugadores entre la terna de jugadores premiados (ya sea Balón de Oro, Plata o Bronce). El argentino Lionel Messi es el único que ha ganado este galardón en dos oportunidades: en 2014 y 2022.
| Copa Mundial             | Balón de Oro        | Equipo    | Balón de Plata    | Equipo           | Balón de Bronce       | Equipo           |
| ------------------------ | ------------------- | --------- | ----------------- | ---------------- | --------------------- | ---------------- |
| España 1982              | Paolo Rossi         | Italia    | Falcão            | Brasil           | Karl-Heinz Rummenigge | Alemania Federal |
| México 1986              | Diego Maradona      | Argentina | Harald Schumacher | Alemania Federal | Preben Elkjær Larsen  | Dinamarca        |
| Italia 1990              | Salvatore Schillaci | Italia    | Lothar Matthäus   | Alemania Federal | Diego Maradona        | Argentina        |
| Estados Unidos 1994      | Romário             | Brasil    | Roberto Baggio    | Italia           | Hristo Stoitchkov     | Bulgaria         |
| Francia 1998             | Ronaldo             | Brasil    | Davor Šuker       | Croacia          | Lilian Thuram         | Francia          |
| Corea del Sur-Japón 2002 | Oliver Kahn         | Alemania  | Ronaldo           | Brasil           | Hong Myung-bo         | Corea del Sur    |
| Alemania 2006            | Zinedine Zidane     | Francia   | Fabio Cannavaro   | Italia           | Andrea Pirlo          | Italia           |
| Sudáfrica 2010           | Diego Forlán        | Uruguay   | Wesley Sneijder   | Países Bajos     | David Villa           | España           |
| Brasil 2014              | Lionel Messi        | Argentina | Thomas Müller     | Alemania         | Arjen Robben          | Países Bajos     |
| Rusia 2018               | Luka Modrić         | Croacia   | Eden Hazard       | Bélgica          | Antoine Griezmann     | Francia          |
| Catar 2022               | Lionel Messi        | Argentina | Kylian Mbappé     | Francia          | Luka Modrić           | Croacia          |

### Otros premios
Algunos de los otros premios entregados en la Copa Mundial en la actualidad se incluyen:
- El Guante de Oro, entregado desde el Mundial de 1994 al mejor guardameta de cada torneo.
- El Premio al juego limpio, entregado desde el Mundial de 1978 al equipo con la mejor disciplina de cada torneo.
- El Premio al equipo más entretenido, entregado desde el Mundial de 1994 por votación popular al equipo que ha generado mayor entretenimiento a los espectadores.
- El Premio al mejor jugador joven, entregado desde el Mundial de 2006 al mejor jugador menor de 21 años de cada torneo.

Además, en cada torneo se elige un "equipo estelar" en que se listan los mejores jugadores de cada evento en cada una de las demarcaciones.

### Gol del torneo
| Copa Mundial   | Selección | Autor del gol   | Rival     |
| -------------- | --------- | --------------- | --------- |
| Alemania 2006  | Argentina | Maxi Rodríguez  | México    |
| Sudáfrica 2010 | Uruguay   | Diego Forlán    | Alemania  |
| Brasil 2014    | Colombia  | James Rodríguez | Uruguay   |
| Rusia 2018     | Francia   | Benjamin Pavard | Argentina |
| Catar 2022     | Brasil    | Richarlison     | Serbia    |

## Impacto cultural

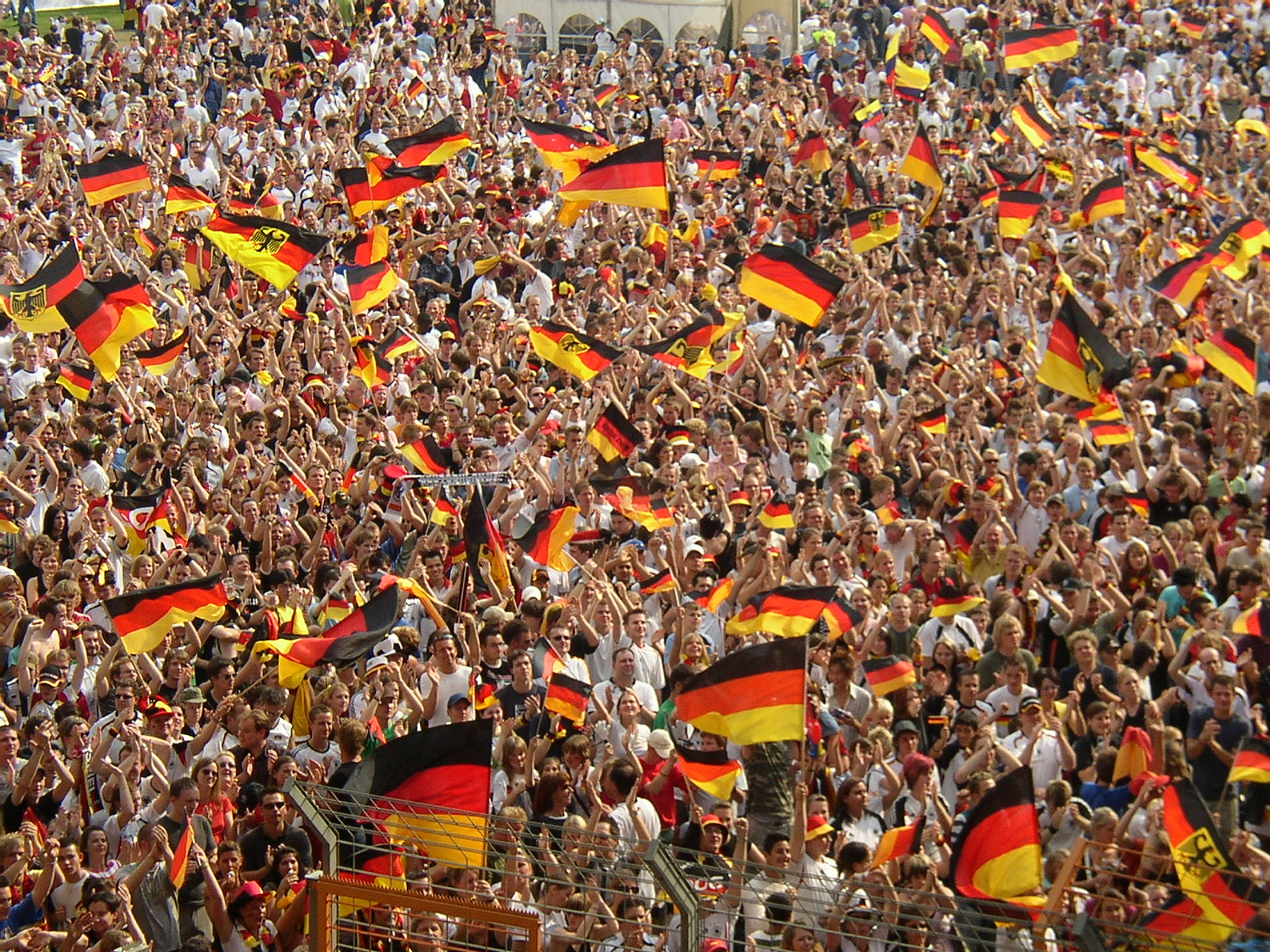
Aficionados alemanes ondean la bandera tras la clasificación a la segunda ronda de la Copa Mundial de 2006.

Desde que fue por primera vez televisada en 1954, la Copa Mundial ha sido uno de los eventos deportivos más vistos a lo largo del mundo e incluso ha superado a los Juegos Olímpicos. La Copa Mundial de Fútbol de 2002, por ejemplo, tuvo una audiencia acumulada superior a los 28,8 mil millones de espectadores y solamente la final tuvo 1100 millones en todo el mundo.

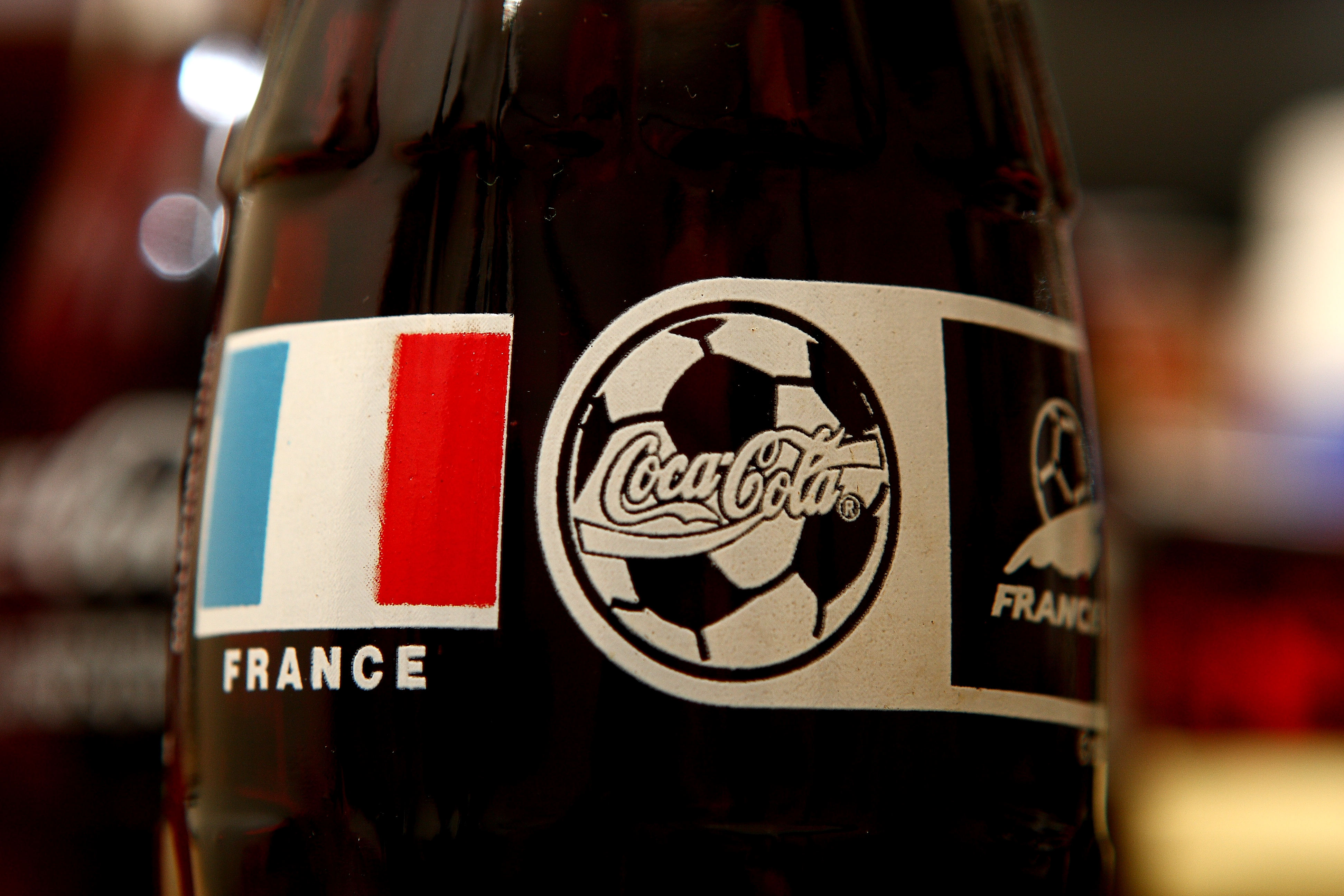
Publicidad de la Copa Mundial de 1998 en la bebida gaseosa Coca-Cola.

Además, es uno de los sucesos más influyentes que existen en la actualidad. Para muchos países la realización del torneo en su patria o incluso la participación del equipo nacional es un hecho histórico de gran relevancia. Por ejemplo, la victoria alemana en la Copa Mundial de Fútbol de 1954 es considerado como uno de los momentos claves para la recuperación de dicho país tras la derrota en la Segunda Guerra Mundial. El torneo también ha sido utilizado con motivos propagandísticos, tanto por el fascismo en Italia 1934 como por la dictadura militar argentina en 1978. Una parte de su impacto cultural, lo da también las tertulias existentes entre los hinchas del fútbol, antes, durante y después de cada partido, que son parte en oficinas, restaurantes y hasta en el transporte público, organizando asados, almuerzos y hasta reuniones familiares o de amigos en las casas, para esperar los partidos, de acuerdo al huso horario del país en que se efectúa la transmisión televisiva, como así también del país que la organiza.
La gran repercusión del torneo a lo largo del mundo ha servido también como plataforma para la difusión de la cultura y representaciones artísticas de los países anfitriones. Una muestra de ello fue el Walk of Ideas, una serie de estatuas monumentales representando los principales inventos generados en Alemania y que fue construida durante la realización de la Copa Mundial de Fútbol de 2006. La música también ha tenido un lugar de importancia: la mayoría de los torneos han contado con temas oficiales, los que han alcanzado gran popularidad a lo largo del mundo. Ricky Martin, tras el lanzamiento del tema oficial de Francia 1998, «La copa de la vida», pudo dar inicio a su exitosa carrera fuera del mundo hispanohablante.

## Tecnología

El árbitro asistente de video, también conocido por las siglas VAR (del inglés, video assistant referee) o videoarbitraje, es un sistema de asistencia arbitral utilizado en el fútbol, cuyo objetivo es evitar errores humanos que condicionen el resultado.

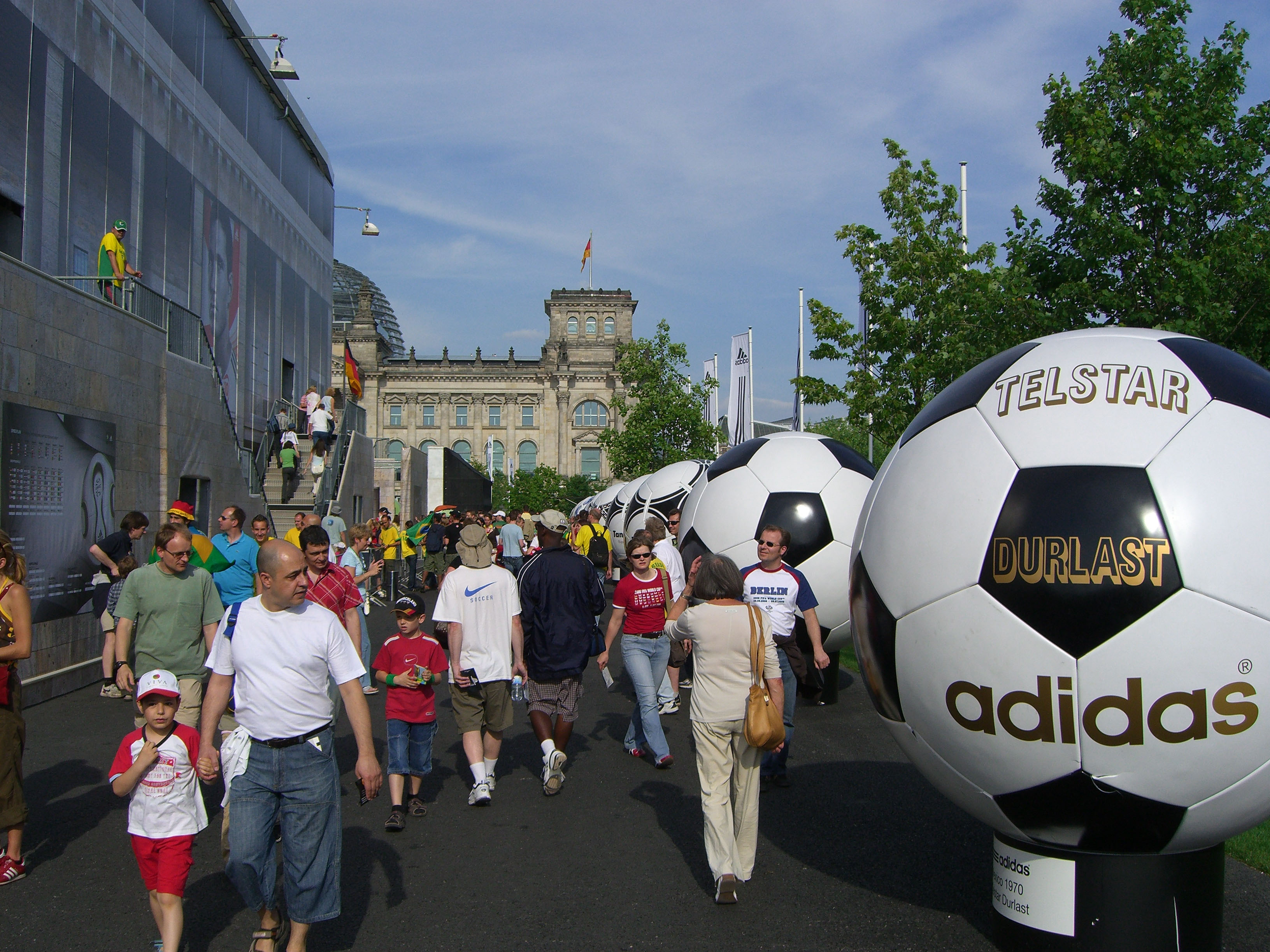
Algunas réplicas en tamaño gigante de los balones de la Copa Mundial.

El desarrollo tecnológico ha sido sumamente importante para que la Copa Mundial pudiera ser el evento que es. Sin lugar a dudas la televisión jugó un rol vital en la difusión del torneo a los diferentes continentes y así convertirlo en un torneo realmente mundial. Los primeros partidos fueron transmitidos durante la Copa Mundial de Fútbol de 1954 debido a la formación algunos años antes de la Unión Europea de Radiodifusión (Eurovisión). Siete partidos fueron transmitidos en vivo a Francia, Italia, Bélgica, los Países Bajos, Dinamarca, el Reino Unido, Alemania y Suiza, anfitriona del torneo. Cuatro años más tarde la cifra de países que recibieron la imagen en blanco y negro aumentó a 63, mientras que la final de Inglaterra 1966 sería el primer encuentro transmitido en color, pero esta tecnología se popularizaría en 1978. Con el lanzamiento de los sistemas de tecnología satelital el evento pudo ser transmitido en directo más fácilmente y en más países, reemplazando los resúmenes compactos que se daban en algunos países.
Con el paso de los años, la tecnología permitió una mejor definición de las imágenes y ya desde la Copa Mundial de 2002, Internet se convirtió en una de las principales herramientas de comunicación, permitiendo no solo la utilización del Marcador Virtual que ponen las Páginas Web de los medios de comunicación, sino también permite la transmisión de los partidos completos y si la gente se lo perdió, permite verlo, como si fuera tiempo real o vía on demand. La televisión de alta definición debutaría durante la final de ese mismo torneo y se extendería al evento completo, cuatro años después. Asimismo, el canal que realiza la transmisión de los partidos, suele vender los derechos de los mismos a varias radioemisoras, para efectuar la transmisión parcial o total del Campeonato Mundial de Fútbol.
En el caso de la radio, el público al que va dirigida la transmisión de los partidos, es principalmente gente que camina en las calles con reproductores de MP3 o MP4, pueblos donde no alcanza la televisión como cobertura y automovilistas. Con la utilización de la Norma Japonesa de TV Digital, se permite la utilización de TV en HD con dicha norma en vehículos particulares y autobuses.
Otro elemento que experimentaría un gran avance tecnológico de la mano del Mundial es el balón de fútbol. En los primeros eventos se utilizaron balones de cuero rellenados con una vejiga para darle consistencia, pero con el paso de los años fueron evolucionando y mejorando sus características. En México 1970 los balones naranjas de cuero fueron finalmente desechados, dando paso a las tradicionales pelotas de color blanco con cascos negros poligonales. Este nuevo balón fue denominado "Telstar", en honor al satélite que hacía posible la transmisión del evento a diversos rincones del orbe. En Argentina 1978 y España 1982 fue famoso por su difusión el balón "Tango". Cuatro años más tarde se utilizarían por primera vez materiales sintéticos para aumentar la impermeabilidad del balón y en 1986 sería el material principal del balón "Azteca". Con el paso de los años el balón ha ido mejorando progresivamente, haciéndose cada vez más liviano y veloz y perfeccionando su curvatura, hasta llegar en 2006 al "Teamgeist", que con catorce cascos (dieciocho menos que los de su antecesor, "Fevernova") unidos por termosoldadura lo hacen casi esférico en su totalidad. Para el 2010 se utilizó el balón "Jabulani". En el Mundial de Brasil, 2014, se utilizó el balón "Brazuca", para el Mundial de Rusia 2018 se utilizó el balón "Telstar 18", y en Catar 2022 se hizo uso del balón "Al Rihla".